# Personaggi di Grey's Anatomy
Questa voce contiene un elenco dei personaggi presenti nella serie televisiva Grey's Anatomy.

## Personaggi principali

### Presenze
| Personaggio        | Interprete         | Stagioni totali | Stagione | Stagione | Stagione | Stagione | Stagione | Stagione | Stagione | Stagione | Stagione | Stagione | Stagione | Stagione | Stagione | Stagione | Stagione | Stagione | Stagione | Stagione | Stagione | Stagione | Stagione | Stagione |
| Personaggio        | Interprete         | Stagioni totali | 1        | 2        | 3        | 4        | 5        | 6        | 7        | 8        | 9        | 10       | 11       | 12       | 13       | 14       | 15       | 16       | 17       | 18       | 19       | 20       | 21       | 22       |
| ------------------ | ------------------ | --------------- | -------- | -------- | -------- | -------- | -------- | -------- | -------- | -------- | -------- | -------- | -------- | -------- | -------- | -------- | -------- | -------- | -------- | -------- | -------- | -------- | -------- | -------- |
| Meredith Grey      | Ellen Pompeo       | 22              |          |          |          |          |          |          |          |          |          |          |          |          |          |          |          |          |          |          |          |          |          |          |
| Cristina Yang      | Sandra Oh          | 10              |          |          |          |          |          |          |          |          |          |          |          |          |          |          |          |          |          |          |          |          |          |          |
| Izzie Stevens      | Katherine Heigl    | 6               |          |          |          |          |          |          |          |          |          |          |          |          |          |          |          |          |          |          |          |          |          |          |
| Alex Karev         | Justin Chambers    | 16              |          |          |          |          |          |          |          |          |          |          |          |          |          |          |          |          |          |          |          |          |          |          |
| George O'Malley    | T. R. Knight       | 6               |          |          |          |          |          |          |          |          |          |          |          |          |          |          |          |          |          |          |          |          |          |          |
| Miranda Bailey     | Chandra Wilson     | 22              |          |          |          |          |          |          |          |          |          |          |          |          |          |          |          |          |          |          |          |          |          |          |
| Richard Webber     | James Pickens, Jr. | 22              |          |          |          |          |          |          |          |          |          |          |          |          |          |          |          |          |          |          |          |          |          |          |
| Preston Burke      | Isaiah Washington  | 4               |          |          |          |          |          |          |          |          |          |          |          |          |          |          |          |          |          |          |          |          |          |          |
| Derek Shepherd     | Patrick Dempsey    | 12              |          |          |          |          |          |          |          |          |          |          |          |          |          |          |          |          |          |          |          |          |          |          |
| Addison Montgomery | Kate Walsh         | 10              |          |          |          |          |          |          |          |          |          |          |          |          |          |          |          |          |          |          |          |          |          |          |
| Callie Torres      | Sara Ramírez       | 11              |          |          |          |          |          |          |          |          |          |          |          |          |          |          |          |          |          |          |          |          |          |          |
| Mark Sloan         | Eric Dane          | 9               |          |          |          |          |          |          |          |          |          |          |          |          |          |          |          |          |          |          |          |          |          |          |
| Lexie Grey         | Chyler Leigh       | 7               |          |          |          |          |          |          |          |          |          |          |          |          |          |          |          |          |          |          |          |          |          |          |
| Erica Hahn         | Brooke Smith       | 4               |          |          |          |          |          |          |          |          |          |          |          |          |          |          |          |          |          |          |          |          |          |          |
| Owen Hunt          | Kevin McKidd       | 18              |          |          |          |          |          |          |          |          |          |          |          |          |          |          |          |          |          |          |          |          |          |          |
| Arizona Robbins    | Jessica Capshaw    | 11              |          |          |          |          |          |          |          |          |          |          |          |          |          |          |          |          |          |          |          |          |          |          |
| Teddy Altman       | Kim Raver          | 12              |          |          |          |          |          |          |          |          |          |          |          |          |          |          |          |          |          |          |          |          |          |          |
| April Kepner       | Sarah Drew         | 11              |          |          |          |          |          |          |          |          |          |          |          |          |          |          |          |          |          |          |          |          |          |          |
| Jackson Avery      | Jesse Williams     | 15              |          |          |          |          |          |          |          |          |          |          |          |          |          |          |          |          |          |          |          |          |          |          |
| Jo Wilson          | Camilla Luddington | 14              |          |          |          |          |          |          |          |          |          |          |          |          |          |          |          |          |          |          |          |          |          |          |
| Shane Ross         | Gaius Charles      | 2               |          |          |          |          |          |          |          |          |          |          |          |          |          |          |          |          |          |          |          |          |          |          |
| Stephanie Edwards  | Jerrika Hinton     | 5               |          |          |          |          |          |          |          |          |          |          |          |          |          |          |          |          |          |          |          |          |          |          |
| Leah Murphy        | Tessa Ferrer       | 3               |          |          |          |          |          |          |          |          |          |          |          |          |          |          |          |          |          |          |          |          |          |          |
| Amelia Shepherd    | Caterina Scorsone  | 15              |          |          |          |          |          |          |          |          |          |          |          |          |          |          |          |          |          |          |          |          |          |          |
| Meggie Pierce      | Kelly McCreary     | 11              |          |          |          |          |          |          |          |          |          |          |          |          |          |          |          |          |          |          |          |          |          |          |
| Benjamin Warren    | Jason George       | 17              |          |          |          |          |          |          |          |          |          |          |          |          |          |          |          |          |          |          |          |          |          |          |
| Nathan Riggs       | Martin Henderson   | 3               |          |          |          |          |          |          |          |          |          |          |          |          |          |          |          |          |          |          |          |          |          |          |
| Andrew DeLuca      | Giacomo Gianniotti | 7               |          |          |          |          |          |          |          |          |          |          |          |          |          |          |          |          |          |          |          |          |          |          |
| Thomas Koracick    | Greg Germann       | 7               |          |          |          |          |          |          |          |          |          |          |          |          |          |          |          |          |          |          |          |          |          |          |
| Levi Schmitt       | Jake Borelli       | 8               |          |          |          |          |          |          |          |          |          |          |          |          |          |          |          |          |          |          |          |          |          |          |
| Atticus Lincoln    | Chris Carmack      | 8               |          |          |          |          |          |          |          |          |          |          |          |          |          |          |          |          |          |          |          |          |          |          |
| Cormac Hayes       | Richard Flood      | 3               |          |          |          |          |          |          |          |          |          |          |          |          |          |          |          |          |          |          |          |          |          |          |
| Winston Ndugu      | Anthony Hill       | 7               |          |          |          |          |          |          |          |          |          |          |          |          |          |          |          |          |          |          |          |          |          |          |
| Nick Marsh         | Scott Speedman     | 6               |          |          |          |          |          |          |          |          |          |          |          |          |          |          |          |          |          |          |          |          |          |          |
| Simone Griffin     | Alexis Floyd       | 4               |          |          |          |          |          |          |          |          |          |          |          |          |          |          |          |          |          |          |          |          |          |          |
| Daniel “Blue” Kwan | Harry Shum Jr.     | 4               |          |          |          |          |          |          |          |          |          |          |          |          |          |          |          |          |          |          |          |          |          |          |
| Jules Millin       | Adelaide Kane      | 4               |          |          |          |          |          |          |          |          |          |          |          |          |          |          |          |          |          |          |          |          |          |          |
| Mika Yasuda        | Midori Francis     | 4               |          |          |          |          |          |          |          |          |          |          |          |          |          |          |          |          |          |          |          |          |          |          |
| Lucas Adams        | Niko Terho         | 4               |          |          |          |          |          |          |          |          |          |          |          |          |          |          |          |          |          |          |          |          |          |          |

     nel cast principale;
     nel cast ricorrente;
     Apparizione guest;
     non presente nel cast.

### Dr.ssa Meredith Grey
Meredith Grey (interpretata da Ellen Pompeo; stagione 1-19, ricorrente 20-in corso) è la protagonista e narratrice della maggior parte degli episodi della serie. All'inizio della serie è una promettente specializzanda in chirurgia presso il Seattle Grace Hospital, nel corso degli anni fa carriera fino a specializzarsi in chirurgia generale, dopo aver passato buona parte della sua specializzazione in neurochirurgia. Ha una situazione familiare complicata causata dalla malattia della madre, il famoso chirurgo Ellis Grey, affetta da Alzheimer precoce, e dall'abbandono del padre, che ha una nuova famiglia con cui Meredith fatica ad avere rapporti (con l'eccezione della sorellastra Lexie, sua collega, con cui inizialmente fa fatica a fare amicizia, ma con cui poi riuscirà a instaurare un forte legame affettivo). Questo influenza notevolmente il suo carattere e la sua vita. Sin dall'inizio della serie instaura una forte amicizia con Cristina Yang, che considera la sua persona, e una relazione amorosa con il neurochirurgo Derek Shepherd, con il quale, dopo numerosi alti e bassi, si sposa (con un post it), adotta una bambina africana di nome Zola e ha due figli biologici. Nella sesta stagione subisce un aborto spontaneo del primo figlio che stava per avere con Derek, durante una sparatoria traumatica in ospedale che vede coinvolto il marito. Da allora i due provano spesso ad avere nuovamente un figlio, ma un giorno Derek e Meredith vanno a fare una visita ginecologica e il medico definisce l'utero di Meredith "ostile" e su questo Meredith rimurgina parecchio. Non riuscendo ad avere figli decidono di adottare Zola che ottengono definitivamente nell'ottava stagione dopo essersi sposati veramente. Dopo aver subito un incidente aereo nel quale perde sua sorella Lexie e l'amico e collega Mark Sloan, nella nona stagione diventa proprietaria dell'ospedale insieme con il marito e altri suoi colleghi, ribattezzandolo in nome degli amici persi. Alla fine della stessa stagione dà alla luce il suo secondo figlio durante una tempesta e rischia la vita, venendo salvata da Miranda Bailey e chiamando perciò il bambino "Bailey" in suo onore. Durante l'undicesima stagione scopre di avere un'altra sorellastra, la cardiochirurgo Maggie Pierce, figlia segreta della madre Ellis e di Richard Webber, il vecchio primario di chirurgia, data in adozione alla nascita. Successivamente rimane per un breve periodo da sola con i suoi figli, poiché Derek accetta di andare a Washington per lavorare con il Presidente. Quando il marito decide di licenziarsi dal lavoro presidenziale, ha un incidente stradale ed entra in un coma irreversibile, fino a quando Meredith decide di staccargli la spina a causa dei danni cerebrali permanenti riportati. Negli anni stringe sempre più un forte legame di amicizia con l'unico dei suoi primi colleghi specializzandi rimasto con lei al Grey-Sloan Memorial Hospital: Alex, che l'aiuta molto dopo la morte di Derek e anche in occasione della nascita della piccola Ellis, di cui era rimasta incinta senza avere l'occasione di dirlo al marito. Nella dodicesima stagione torna a vivere nella casa della madre con Maggie e Amelia, sua cognata e sorella minore di Derek, che la aiutano nel gestire i bambini ora che è rimasta da sola. Negli anni successivi ha una breve relazione con un chirurgo oncologico e successivamente con Nathan Riggs, cardiochirurgo vascolare d'emergenza, ex migliore amico di Owen Hunt. Questa storia finirà a causa del ritrovamento della fidanzata di lui. Quest'ultima, Meghan, le farà ottenere il suo primo Harper Avery, premio agognato, grazie ad un'operazione rivoluzionaria. 
Nella quindicesima stagione Meredith, ormai chirurgo di successo, molto presa dalla sua vita lavorativa e dai suoi figli, si rende conto di aver rinunciato totalmente alla sfera sentimentale e prova a frequentare vari uomini, trovandosi attratta da due suoi colleghi: Link, il nuovo chirurgo ortopedico, e Andrew De Luca, suo specializzando da qualche anno. Deciderà di incominciare una relazione con il secondo, nonostante le iniziali titubanze, dovute anche al fatto che si tratta dell'ex di sua sorella. Quando Andrew le confessa il suo amore si sente titubante e solo dopo un po' di tempo confessa di ricambiare i sentimenti. Alla fine della quindicesima stagione compie una frode assicurativa: scrive il nome della figlia Ellis al posto di una paziente senza assicurazione a cui è stato diagnosticato un cancro. Nella sedicesima stagione viene scoperta ma all'inizio DeLuca si prende la colpa al posto suo e finisce in carcere, in seguito confessa la sua colpevolezza e comincia a fare lavori socialmente utili, grazie all'avvocato che è riuscito a convincere il giudice a non mandarla in prigione, per vari motivi salta troppe ore di lavoro e il giudice decide di farle passare le ore perse in carcere. Dopo qualche mese deve affrontare un "processo" che deciderà se potrà tenere o no la sua licenza medica. Viene riammessa al lavoro subito dopo aver saputo di essere ancora in possesso della licenza. A metà della sedicesima stagione Carina DeLuca le confessa il timore che Andrew stia manifestando i primi sintomi del bipolarismo di tipo 1, malattia di cui è affetto anche il padre e Meredith cerca in tutti i modi di aiutarlo a curarsi.
Durante la diciassettesima stagione Meredith viene colpita dal virus Covid-19 e passa gran parte del tempo ricoverata in ospedale, venendo anche intubata. Durante la sua degenza sogna di trovarsi su una spiaggia in cui ritrova i suoi vecchi amici persi nel corso degli anni, George, Mark Sloan, sua sorella Lexie e il marito Derek. Le sue conversazioni con loro vengono di tanto in tanto alternate a visioni dei personaggi che le parlano accanto al letto in ospedale. Meredith si trova come bloccata e indecisa sul da farsi ma Derek la convince che i loro figli hanno ancora bisogno di lei e che lui la aspetterà lì quando sarà davvero pronta. Come già successo in passato nella serie, questo mondo onirico in cui Meredith si trova sembra essere spirituale, in quanto la Dott.ssa incontra anche il Dott. Andrew De Luca, accoltellato e poi morto mentre lei era priva di coscienza e una volta svegliata Meredith sa già che lui è venuto a mancare, spiazzando Webber e la Bailey che cercavano il modo per dirglielo. Ormai guarita Meredith torna a casa dai suoi figli e dopo alcuni mesi dalla guarigione torna al lavoro affrontando le conseguenze della malattia che l’hanno resa molto più debole. Dopo un primo periodo passato a insegnare in modo canonico alle matricole, Grey decide di aiutare tutte le persone che come lei affrontano le conseguenze del Covid, usando ciò come fonte di insegnamento pratico. 
Nella diciottesima stagione insieme ad un team di esperti trova in Minnesota un modo per curare il Parkinson, ma poi torna a Seattle diventando capo ad interim a seguito delle dimissioni della Bailey. Intanto trova nuovamente l'amore grazie al dottor Nick Marsh.
Nella diciannovesima stagione Zola ha degli attacchi di panico, per poi capire che la bambina è più intelligente del normale quindi deve andare in una scuola per aiutarla. Meredith quindi si trasferisce con i suoi figli a Boston, dove inizia a lavorare con Jackson Avery, il quale le propone di cercare una cura per l'Alzheimer.

### Dr. Derek Shepherd
Derek Shepherd (interpretato da Patrick Dempsey; stagioni 1-11, ricorrente 17) è un famoso neurochirurgo, considerato uno dei migliori chirurghi d'America, responsabile del reparto di neurochirurgia del Seattle Grace Hospital. Sin dalla prima stagione della serie instaura una relazione amorosa con Meredith Grey. Alla fine della prima stagione si scopre che Derek in realtà ha una moglie, Addison, che lo ha tradito con il suo migliore amico Mark Sloan. Arrivata Addison a Seattle, Derek decide di provare a perdonarla e a ricostruire il loro matrimonio, ma ciò non dà risultati e nella terza stagione i due divorziano, perché Derek in realtà è innamorato ancora di Meredith che nella quarta stagione, ferita, lo rifiuta e così lui ha una breve relazione con l'infermiera da sala operatoria Rose. Ma alla fine i due si lasciano e così Derek e Meredith si rimettono insieme e incominciano a progettare la loro futura casa nel terreno di Derek. Alla fine della quinta stagione si sposano con un post-it, dato che cedono il loro programmato matrimonio ad Alex e Izzie, che sta per subire un intervento al cervello. Durante la sesta stagione viene nominato primario di chirurgia e riassume vecchi dipendenti mandati via per la crisi e anche April Kepner, licenziata da Richard per aver lasciato morire una paziente senza prestarle le dovute attenzioni e la ragazza diventa il suo braccio destro. Durante il suo incarico di primario, Derek rischia la vita, a causa del marito di una donna deceduta tempo prima in ospedale, che, impazzito dal dolore, irrompe in ospedale armato mietendo numerose vittime; l'uomo spara a Derek ma per fortuna Cristina Yang riesce a salvarlo, anche con l'aiuto di Jackson Avery. Nella settima stagione Richard Webber ritorna al suo incarico originale di primario, con la felicità di Derek a cui mancava la sala operatoria al posto della noiosa burocrazia. Nella stessa stagione inoltre lui e Meredith vanno al comune per rendere ufficiale il loro matrimonio, infatti desiderano adottare una bambina africana di nome Zola, inizialmente arrivata al Seattle Grace-Mercy West con una malattia alla spina dorsale curata dallo stesso Derek, e nell'ottava stagione ci riescono. Nella nona stagione diventa proprietario dell'ospedale insieme con Meredith e altri suoi colleghi, dopo l'incidente aereo che li ha visti coinvolti e in cui perdono la vita la cognata Lexie e il suo migliore amico di sempre, Mark Sloan. Nella nona stagione diventa mentore di Heather Brooks, la matricola che diventa il suo braccio destro e che insieme con altri aiuta Meredith durante il parto del loro secondo figlio: Bailey. Purtroppo nella decima stagione la ragazza rimane folgorata, e neanche Shepherd riesce a salvarla. Nella decima stagione, gli viene offerto un lavoro dal Presidente degli Stati Uniti, ma rifiuta per rimanere a Seattle insieme con Meredith e i loro figli. Successivamente, nel corso dell'undicesima stagione, accetta il lavoro a Washington e lascia per un breve periodo Meredith da sola con i loro figli. Dopo un flirt con una specializzanda di Washington, torna a Seattle dalla sua famiglia per cercare di aggiustare le cose. Alla fine dell'undicesima stagione, Derek assiste a un orribile incidente d'auto e cerca di salvare le vite di tre giovani passeggeri. Morirà dopo essere stato travolto da un camion, lasciando Meredith vedova e incinta a sua insaputa. Nove mesi dopo la sua morte nasce la sua terza figlia, Ellis. Nel corso della diciassettesima stagione appare a Meredith mentre questa è incosciente per via del Covid e la convince a lottare per tornare dai loro figli.

### Dr.ssa Cristina Yang
Cristina Yang (interpretata da Sandra Oh; stagioni 1-10) è la migliore amica di Meredith Grey che conosce all'inizio dell'internato presso il Seattle Grace Hospital. All'inizio della serie, è una specializzanda con grandi potenzialità e grandi ambizioni di carriera che nel corso degli anni la portano a diventare uno strutturato di cardiochirurgia. È grande amica di Callie Torres e successivamente stringe un buon rapporto con Lexie Grey, di cui è responsabile come specializzanda. Il suo temperamento e la sua ambizione spesso la rendono, agli occhi degli altri, fredda e priva di sentimenti. Nel corso della serie si innamora prima di Preston Burke, che l'abbandona sull'altare, e poi di Owen Hunt che la sposa e con cui vive una lunga relazione problematica. Cristina scopre di essere incinta due volte nel corso della serie, la prima di Preston al quale non dice nulla e vorrebbe abortire ma lo perde prima di poterlo fare e la seconda di Owen, il quale la vorrebbe spingere a tenerlo forzatamente e la decisione di Cristina di abortire causa le prime serie discrepanze nella coppia; fino alla fine apparirà evidentemente come una delle maggiori differenze tra Cristina e Owen sia proprio il desiderio dell'uomo di avere figli, invece totalmente assente nella donna. Nella nona stagione, ancora sotto shock dopo il disastro aereo che li ha visti coinvolti, dopo un primo riavvicinamento al marito che l'aveva tradita poco tempo prima, si trasferisce a lavorare nel Minnesota, dove trova "la sua Meredith in Minnesota", il Dr. Craig Thomas e diventa "trombamica" del Dr. Parker. Dopo la morte del Dr. Thomas, alla fine della nona stagione torna a Seattle, dove divorzia dal marito e diventa proprietaria dell'ospedale insieme con altri suoi colleghi. Nella decima stagione si concentra totalmente sulla sua carriera, nonostante i continui tira e molla con l'ex marito (e una breve relazione sessuale con il suo specializzando Shane Ross). Alla fine della decima stagione, dopo essere stata nominata per il premio Harper Avery ma non averlo potuto vincere a causa dell'influenza degli Avery nel consiglio ospedaliero, accetta la proposta di Preston Burke di diventare direttore di una clinica privata cardiochirurgica di Zurigo, così lascia Seattle e si trasferisce in Svizzera, dove la seguirà anche il suo fedele specializzando Ross. Alla fine dell'undicesima stagione, sebbene si veda solo di spalle, Cristina è presente al funerale di Derek. Durante la quattordicesima stagione Cristina viene menzionata più volte in quanto grazie al suo aiuto Meredith e la Bailey riescono a salvare una specializzanda, Sam Bello, da un’ingiusta imminente espulsione dal paese; infatti la Dott.ssa Yang la assume nella sua clinica di Zurigo.
Nelle stagioni successive spesso Meredith riceve e scrive sms all’amica, la quale le invia anche una “sorpresa” nel corso della sedicesima stagione: un dottore di origini irlandesi, specializzato in pediatria e vedovo anch’egli con due figli. Da diversi scambi tra le due si capisce che Cristina lo ha raccomandato al Grey Sloan per cercare di sistemare l’amica.

### Dr.ssa Izzie Stevens
Izzie Stevens (interpretata da Katherine Heigl; stagioni 1-6) è collega, amica e coinquilina di Meredith Grey. È una specializzanda in chirurgia con buone capacità, anche se in alcuni casi la sua professionalità viene meno a causa della sua emotività e istintività che la portano a fare scelte sbagliate. Nella seconda stagione si innamora di Denny Duquette, un paziente malato di cuore che poi morirà. Durante la quinta stagione, si ammala di cancro (un melanoma metastatico al IV stadio diffuso alla pelle, cervello e fegato), e riesce a scoprirlo grazie al fantasma di Denny, il quale in realtà era solo un'allucinazione; la prima a sapere del suo tumore è Cristina che la aiuterà ad affrontarlo inizialmente, e questo legherà ancora di più le due specializzande. Ma grazie alle cure mediche dei suoi amici e colleghi riesce a superare la malattia. Nel corso della serie, stringe una forte amicizia col collega George O'Malley, con cui nella quarta stagione finisce a letto, mentre lui è ancora sposato con Callie Torres; i due provano poi a instaurare una relazione seria ma capiscono di dover restare solo amici, sebbene anche questo sia complicato a causa dell'imbarazzo creatosi. Si innamora del collega Alex Karev con cui si sposa durante la sua malattia alla fine della quinta stagione. Quando George muore, Izzie ha una crisi quasi letale nello stesso giorno e momento e vede apparirle in sogno l'amico, così al suo risveglio capisce ben presto che il ragazzo è morto. Sarà Izzie a dover decidere per la donazione degli organi di George, essendo la persona che lo conosceva più di tutti. Durante la sesta stagione viene licenziata dall'ospedale, lascia Alex e se ne va da Seattle senza dire niente a nessuno. Tenterà di farvi rientro e una volta scoperto di essere totalmente guarita cercherà di riallacciare i rapporti con il marito, ma quest'ultimo ferito e deluso da lei le dice che si merita qualcuno che lo tratti meglio e la prega di andarsene via per sempre, così Izzie, pentita delle proprie scelte, se ne andrà definitivamente. Quasi dieci anni dopo si scopre che ha avuto dei figli usando gli embrioni fecondati con Alex durante la chemioterapia. Quando l'ex-marito entra di nuovo in contatto con lei e lo viene a sapere decide di lasciare tutto e di andare a vivere con lei e i loro figli, nel Kansas.

### Dr. Alex Karev
Alex Karev (interpretato da Justin Chambers; stagioni 1-16) è collega e per un periodo coinquilino di Meredith Grey. Negli anni i due diventano migliori amici, nonostante all'inizio non si sopportino granché. È un bel ragazzo e anche un donnaiolo, porta sempre donne con sé a casa. È uno specializzando di chirurgia promettente e determinato che all'inizio della serie sembrava molto portato per la chirurgia neonatale, guidato da Addison Montgomery, reparto che poi abbandonerà dopo che il suo mentore Addison si trasferirà a Los Angeles, così decide di buttarsi temporaneamente nella chirurgia plastica con Mark Sloan ma alla fine Arizona Robbins, conoscendolo e scoprendo che sotto la faccia da duro, in realtà Alex è una persona dolce, col tempo lo porta a specializzarsi in chirurgia pediatrica (reparto del quale, dopo che la Robbins farà il dottorato per chirurgia fetale nell'undicesima stagione, diventerà primario). Nel corso delle prime stagioni ha alcuni flirt con diverse colleghe del Seattle Grace Hospital (quali l'infermiera Olivia, Callie Torres e Addison Montgomery). Tra la terza e la quarta stagione si innamora di Rebecca Pope, una paziente di cui si prende cura, che col tempo ha un crollo psichiatrico e tenta il suicidio, venendo quindi ricoverata in un centro di psichiatria. Successivamente, si innamora della collega e amica Izzie Stevens, che sposa nella quinta stagione mentre la ragazza è malata di cancro. La storia, tuttavia, termina quando la ragazza viene licenziata dall'ospedale e lascia la città di Seattle. Nella sesta stagione poco tempo dopo aver firmato i documenti del divorzio, viene ferito gravemente da un colpo d'arma da fuoco durante la sparatoria in ospedale e rischia la vita; viene salvato grazie all'intervento di Mark Sloan e Lexie Grey, con la quale all'epoca ha una relazione, ma in quell'occasione il ragazzo in delirio chiama disperatamente il nome di Izzie, rivelando di esserne ancora innamorato. Successivamente, dopo alcuni flirt in ospedale (tra cui la ginecologa Lucy Fields e in seguito le nuove specializzande di primo anno -nella nona stagione- Heather Brooks e Leah Murphy) si innamora della specializzanda Jo Wilson. Nella decima stagione incomincia la sua relazione con Jo e si licenzia dall'ospedale per poi tornare nel ruolo di responsabile del reparto di chirurgia pediatrica. Alla fine dell'undicesima stagione compra un loft insieme con Jo. Alla fine della dodicesima stagione, Andrew De Luca sta riportando Jo a casa dopo una sbronza e Alex, rientrando a casa pensa i due abbiano un flirt, scoppia di gelosia e picchia duramente Andrew; per questo accaduto Jo lo lascia e lui finisce anche in prigione all'inizio della tredicesima stagione, ma poi Meredith paga la cauzione per farlo uscire. Durante i primi episodi della quattordicesima stagione lui e Jo tornano assieme per poi sposarsi a fine stagione. Prima del matrimonio decide di presentare Jo alla madre, Helen, con la quale non ha rapporti da anni a causa della sua malattia di schizofrenia, riavvicinandosi a lei. Nella quindicesima, Alex torna prima dalla luna di miele per motivi di lavoro della moglie e assume il ruolo di primario temporaneo del Grey-Sloan Memorial Hospital, in sostituzione della Dott.ssa Bailey. Durante la stagione riceve una visita a sorpresa della madre, che lo preoccupa in quanto teme si tratti di una ricaduta della sua malattia.
Nella sedicesima stagione aiuta Meredith a non perdere la licenza medica, contattando diversi medici che avevano lavorato con loro al Grey-Sloan Memorial; decide di chiamare anche Izzie e scopre che la donna ha avuto due bambini: Alexis ed Eli (che sono anche figli di Alex in quanto Izzie per non perdere la possibilità di diventare madre a causa del cancro, aveva congelato degli embrioni). Alex decide quindi di lasciare Seattle e Jo e ritorna da Izzie per evitare che i suoi figli crescano senza un padre come successo a lui stesso.

### Dr. George O'Malley
George O'Malley (interpretato da T.R. Knight; stagioni 1-5, guest 17) è collega, amico e coinquilino di Meredith Grey, della quale per molto tempo è totalmente innamorato ma non corrisposto. È uno specializzando di chirurgia con buone potenzialità, dall'animo gentile e disponibile verso il prossimo, spesso in competizione con Alex Karev, sia sul piano professionale sia personale, e stringe un buon rapporto professionale e di amicizia con il cardiochirurgo Preston Burke, suo mentore. Nel corso della serie si sposa con Callie Torres, dalla quale poi divorzia per essere finito a letto con l'amica Izzie Stevens. Tenta quindi di intraprendere una relazione stabile con quest'ultima ma le cose non vanno e capiscono di essere fatti per restare migliori amici come prima, anche se tra i due al momento vi è molto imbarazzo. Dopo non aver passato inizialmente l'esame di specializzazione con i suoi colleghi ed essere costretto a ripetere il primo anno, George si fa avanti con il primario per avere una seconda occasione prima del tempo e a fine quarta stagione ritenta l'esame in una sessione straordinaria, superandolo. Nel corso della quarta stagione, la sua collega e coinquilina Lexie Grey si interessa a lui, che però la respinge e le dice che vuole essere solo suo amico. Alla fine della quinta stagione su consiglio di Owen Hunt che in lui vedeva un futuro chirurgo d'emergenza per la sua prontezza nel pensare e reagire alle difficoltà mediche, decide di arruolarsi nell'esercito e partire come medico per le missioni di guerra, ma mentre si reca dalla madre per comunicargli la propria decisione muore travolto da un autobus per salvare la vita a una ragazza. Compare brevemente nella diciassettesima stagione come visione a Meredith, colpita dal Covid, scambiando qualche ricordo e riflessione con lei.

### Dr.ssa Miranda Bailey
Miranda Bailey (interpretata da Chandra Wilson; stagione 1-in corso) è una specializzanda al quarto anno che nelle prime stagioni della serie è responsabile delle matricole Meredith, Cristina, Alex, Izzie e George. Dalla sesta stagione in poi diventa strutturata in chirurgia generale. È un chirurgo capace e dedito al lavoro, per il quale spesso mette in secondo piano la vita privata. Si relaziona con modi burberi nei confronti dei colleghi e dei suoi specializzandi, ma è una donna altruista e disponibile verso il prossimo. Ha un rapporto speciale di amicizia e stima con il primario Richard Webber e con la sua specializzanda Meredith Grey. All'inizio della serie è sposata con Tucker Jones, con il quale ha un bambino di nome William George (in onore di George O'Malley che l'aiuta a partorire). Successivamente divorzia e si fidanza prima con l'infermiere Eliah e poi con l'anestesista Ben Warren, con il quale si risposa. Durante la decima stagione, le viene diagnosticato un disturbo ossessivo compulsivo, che tiene sotto controllo grazie a sedute psicologiche e medicine. Nell'undicesima stagione diventa membro del Consiglio di Amministrazione dell'ospedale, prendendo le azioni di Cristina Yang che in realtà le aveva lasciate in eredità ad Alex Karev. Nella dodicesima stagione Meredith diventa il suo braccio destro e diventa la nuova primaria del reparto di chirurgia generale, posto fino ad allora della Bailey la quale deve lasciarlo per poter diventare primario di chirurgia, in sostituzione di Owen Hunt. Durante la quindicesima stagione Miranda ha difficoltà a gestire il suo matrimonio e il suo lavoro, preoccupata per il marito, ora pompiere e sempre in pericolo di vita, e rischia di cadere nuovamente preda dei suoi problemi psicologici, così decide di lasciare temporaneamente il suo ruolo di primario dell'ospedale, cedendolo ad Alex Karev, nonostante inizialmente lo avesse offerto a Teddy Altman che declina l'offerta. Inoltre nello stesso periodo riprende le sue sedute dalla terapista e per lo stress causatole dai suoi comportamenti si prende una pausa dal marito Ben, ma alla fine i due si riappacificano. Dopo la frode assicurativa compiuta dalla Grey licenzia dal Grey-Sloan Webber, DeLuca, Grey e Karev, che aveva tentato di difendere gli amici. In seguito Catherine Fox decide di assumere Tom Koracick come capo della Bailey e questo manda abbastanza in crisi Miranda. Nella sedicesima stagione scopre di essere sia incinta che in premenopausa, ma sfortunatamente dopo poco perde il bambino. Affranta dalla perdita, con Ben deciderà di adottare un ragazzo senza famiglia, e aiuterà Amelia Shepherd a partorire, mentre Link è occupato a operare Richard. In seguito, nella diciottesima stagione prenderà in affido una bimba, figlia di un collega morto del marito e deciderà di prendersi una pausa dal lavoro per dedicarsi alla famiglia.

### Dr. Richard Webber
Richard Webber (interpretato da James Pickens Jr.; stagione 1-in corso) è il primario di chirurgia del Seattle Grace Hospital durante le prime stagioni della serie. È un chirurgo di grande esperienza nel campo della chirurgia generale. In passato è stato l'insegnante di Derek Shepherd e Addison Montgomery, ma anche di Miranda Bailey, con la quale ha un rapporto di speciale amicizia e stima. È legato in modo particolare anche a Meredith Grey, poiché in passato è stato collega e amante di Ellis Grey, la madre di Meredith, causando la separazione dei genitori della ragazza. Nel corso della serie affronta diversi problemi personali, infatti cade nella dipendenza da alcol (come già accaduto in gioventù) e, dopo averla superata, deve abbandonare nuovamente il ruolo di primario (nominando come suo successore Owen Hunt) in modo da avere più tempo a disposizione per accudire la moglie Adele, affetta dal morbo di Alzheimer in stadio avanzato. Quando la malattia di Adele si aggrava a tal punto da non riconoscerlo più e da innamorarsi di un altro uomo, Richard cerca con difficoltà di andare avanti senza la moglie e intraprende una relazione con Catherine Avery (famoso chirurgo, madre del suo allievo Jackson Avery) dopo la morte della moglie. Alla fine della nona stagione, durante un blackout va in cantina per riattivare il generatore, però con la tempesta è entrata dell'acqua in quella stanza e prende la scossa attivando l'interruttore. Riesce poi a sopravvivere, a differenza della specializzanda Heather Brooks che scivola sulla stessa acqua e sbattendo la testa, morirà poco dopo per un trauma cranico. Nel corso della decima stagione voleva chiedere a Catherine di sposarlo, ma a causa di una lite se ne va amareggiato lasciandole l'anello. Alla fine della stessa stagione scopre che la nuova responsabile del reparto di cardiochirurgia, Maggie Pierce, è sua figlia, nata dalla relazione con Ellis Grey, la madre di Meredith, che l'aveva partorita segretamente e data in adozione; nell'undicesima stagione fatica a instaurare un rapporto con questa figlia totalmente sconosciuta, ma lentamente troveranno un loro equilibrio. Nello stesso periodo lega con Amelia Sheperd, in quanto entrambi frequentano le riunioni degli alcolisti anonimi per le loro dipendenze. Nel finale dell'undicesima stagione accetta di sposare Catherine Avery; il loro matrimonio verrà messo a dura prova da un grave tumore che colpisce la donna nella quindicesima stagione ma i due si faranno forza a vicenda. Lo stesso, però, dopo il licenziamento dal Grey-Sloan una sua vecchia amica e collega di un altro ospedale lo bacia e ciò porta scompiglio nella sua relazione con Catherine. Durante la sedicesima stagione, dopo la lettera ricevuta da Alex Karev, il dottor Webber avrà problemi di salute che lo porteranno a un intervento ortopedico, portando alla soluzione del caso grazie alle ricerche del dottor Andrew DeLuca. Nella diciottesima stagione il suo metodo di insegnamento viene messo in discussione al punto di dover chiudere il programma di specializzazione dell'ospedale, pertanto Webber decide di prendersi una pausa per stare più tempo con la moglie.

### Dr. Preston Burke
Preston Burke (interpretato da Isaiah Washington; stagioni 1-3, guest 10) è un famoso cardiochirurgo che instaura una relazione amorosa con Cristina Yang, alla quale fa da mentore e a cui insegna i segreti della cardiochirurgia. Nel corso della serie subisce un incidente che gli compromette una mano, per questo per un periodo di tempo fa svolgere a Cristina i suoi interventi sotto la sua supervisione, tenendo all'oscuro delle sue condizioni fisiche il primario Richard Webber. Alla fine della terza stagione, lascia la città e l'ospedale, senza preavviso, abbandonando Cristina sull'altare nel giorno del loro matrimonio. Alla fine della decima stagione, propone a Cristina di prendere il suo posto come direttore di una clinica privata di Zurigo, così scoprendo che si è sposato e ha avuto due figlie. La scelta di lasciare il posto a Cristina è dovuto al desiderio di quest'ulima di poter andare avanti nella sua carriera e nella ricerca per poter stampare un cuore, senza omettere un sentimento ancora verso di lei. Ma sarà per l'amore verso la moglie che decide di trasferirsi a Milano, in Italia, e cedere la direzione della clinica alla dottoressa Yang.

### Dr.ssa Addison Montgomery
Addison Montgomery (interpretata da Kate Walsh; stagioni 2-3, guest 1, 4-8, ricorrente stagione 18-19) è una famosa chirurga neonatale, ex moglie di Derek Shepherd, che arriva a sorpresa a Seattle e viene assunta come responsabile del reparto di chirurgia neonatale del Seattle Grace Hospital. Il suo arrivo mette in crisi il rapporto tra Derek e Meredith, che non sapeva della sua esistenza. Durante il suo soggiorno a Seattle, Addison cerca di riconquistare senza successo Derek, e ha poi un flirt sia con Mark Sloan (con il quale aveva tradito Derek in passato e con il quale cerca senza successo di instaurare una relazione stabile dopo il divorzio da Derek) sia con Alex Karev. Dopo essere andata a Los Angeles a far visita a una coppia di amici dell'università, Addison decide di trasferirsi in California per lavorare presso la loro clinica privata, dove confessa che il suo più grande desiderio è quello di avere un figlio (in passato era rimasta incinta ma aveva deciso di abortire essendo di Mark e amando ancora il marito). Le vicende californiane della dottoressa Montgomery vengono mostrate nella serie spin-off Private Practice. Nonostante il suo trasferimento, dalla quarta all'ottava stagione il personaggio di Addison torna in alcune occasioni a far visita ai suoi vecchi colleghi del Seattle Grace Hospital, soprattutto per aiutarli o chiedere il loro aiuto in diversi casi. Nella diciottesima stagione torna a Seattle per un intervento rivoluzionario e con Meredith ricorda Derek, mentre aiuta Amelia in un momento di indecisione.

### Dr.ssa Callie Torres
Callie Torres (interpretata da Sara Ramírez; stagioni 3-12, ricorrente 2) è una specializzanda del quarto anno responsabile e affidabile, di famiglia molto ricca, con una passione per la chirurgia ortopedica, reparto nel quale si specializza nella sesta stagione e di cui diventerà primario in seguito. È dello stesso anno di specializzazione della Dott.ssa Bailey, con la quale si contende il posto di specializzando capo al quinto anno, e nel corso della serie diventa molto amica di Addison Montgomery e di Cristina Yang, della quale è anche coinquilina per un periodo; successivamente stringe amicizia con Teddy Altman, già molto amica di sua moglie. Si innamora quasi subito di George O'Malley e dopo poco tempo lo sposa a Las Vegas, ma il matrimonio dura poco a causa di un tradimento di George con l'amica Izzie Stevens. Successivamente ha dei brevi flirt con Alex Karev e Mark Sloan, che diventa il suo migliore amico. Nel corso della serie Callie scopre di provare attrazione anche per le donne (argomento che la porterà a scontrarsi con la famiglia profondamente cattolica), grazie alla conoscenza del cardiochirurgo Erica Hahn, con cui scatta la passione, ma che l'abbandona all'inizio della quinta stagione, a seguito di un litigio; successivamente ha un breve flirt con la matricola bisessuale Sadie Harris (amica adolescenziale di Meredith) e quando fa la conoscenza del nuovo chirurgo responsabile del reparto di pediatria, Arizona Robbins, intraprende una relazione con lei. Durante un periodo di separazione da Arizona che era partita per l'Africa lasciandola, ha un rapporto sessuale con Mark e scopre di esserne rimasta incinta proprio quando Arizona torna da lei chiedendole perdono. Avendo sempre voluto un bambino, Callie decide di tenerlo e Arizona per amore della donna supera le sue convinzioni sul non voler avere figli e accetta che il padre sia Mark e non un donatore anonimo. A causa di un grave incidente automobilistico, Callie partorisce prematuramente una bambina di nome Sofia Robbins Sloan Torres, che si impegna a crescere insieme con Mark e Arizona e nel frattempo le due donne si sposano. Nella nona stagione diventa comproprietaria dell'ospedale insieme con la moglie e altri suoi colleghi, dopo aver perso il padre di sua figlia nel disastro aereo, rilevando le quote della causa che sarebbero spettate a lui. Tra la nona e l'undicesima stagione vive una crisi matrimoniale con Arizona: dapprima, a causa della perdita della gamba di Arizona, dopo il disastro aereo, le due sono molto distanti e in seguito Arizona tradisce Callie per un'avventura di una notte con Lauren Boswell, chirurgo neonatale, ma per uno scambio di camici Callie se ne accorge e lascia Arizona. Durante la decima stagione in realtà Callie prova a riappacificarsi con la moglie, nonostante venga anche a sapere che durante la loro breve separazione lei è stata con la specializzanda Leah Murphy, e nell'undicesima affrontano insieme una terapia di coppia che però le porterà alla fine del loro matrimonio. Nella dodicesima stagione Callie conosce Penny Blake, nuova specializzanda del Grey-Sloan con la quale intrattiene una relazione. Callie decide poi di trasferirsi a New York con Penny, che ha vinto una borsa di studio, ma Arizona non vuole che si porti via la figlia; infine una sentenza di tribunale affida la custodia esclusiva di Sofia ad Arizona, che alla fine decide di concedere alla ex-moglie l'affidamento condiviso alternandosi un anno ciascuna in compagnia della piccola. Nel corso della quattordicesima stagione, pur non comparendo, tramite dei suoi sms scritti all'ex moglie, che sta per trasferirsi a New York per stare più vicina alla figlia, scopriamo che in realtà la sua relazione con Penny è finita e il sentimento tra le due mogli non è mai sparito veramente, viene quindi fatto capire che probabilmente si rimetteranno insieme all'arrivo di Arizona.

### Dr. Mark Sloan
Mark Sloan (interpretato da Eric Dane; stagioni 3-9, guest 2, 17) è un chirurgo plastico, che arriva al Seattle Grace Hospital in occasione di un intervento per poi essere assunto come responsabile del reparto di chirurgia plastica. È un donnaiolo ed è anche la causa della separazione tra Derek Shepherd e Addison Montgomery, in quanto in passato era l'amante della donna nonostante Derek fosse il suo migliore amico. Pian piano riconquista la fiducia e l'amicizia di Derek, diventa grande amico di Callie Torres, mentore di Jackson Avery e si fidanza con Lexie Grey, della quale rimane innamorato anche dopo la fine della loro relazione. Nel corso della serie, Mark scopre di essere padre di una diciottenne incinta di nome Sloan Riley e vorrebbe prendersi lui cura di figlia e nipote, ma poi capisce che è giusto che il bambino venga dato in adozione e abbia una vita normale. Durante la settima stagione diventa padre di Sofia, dopo aver messo incinta Callie e decide di crescere la bimba con lei e Arizona; questo avvenimento porta a un'altra rottura con Lexie, con la quale era tornato da poco. Nel corso della serie viene anche nominato primario dell'ospedale per un breve periodo. All'inizio dell'ottava stagione si fidanza con l'oculista Julia Canner, ma continua comunque a essere innamorato di Lexie. Alla fine della medesima stagione è coinvolto nel disastro aereo in cui Lexie gli muore tra le braccia, mentre le dichiara il suo amore eterno, e nel quale rimane gravemente ferito. Muore all'inizio della nona stagione in seguito alle ferite riportate nell'incidente, dopo essere entrato in coma per un tempo superiore a quello previsto nel suo testamento biologico. Per onorare la sua morte e quella di Lexie, l'ospedale cambia nome in Grey-Sloan Memorial Hospital, grazie a un'idea di Jackson. Compare brevemente nella diciassettesima stagione come visione a Meredith, colpita dal Covid, scambiando qualche ricordo e riflessione con lei.

### Dr.ssa Lexie Grey
Lexie Grey (interpretata da Chyler Leigh; stagioni 4-8, guest 3, 17) è la sorellastra di Meredith Grey, figlia di Thatcher Grey e della sua seconda moglie Susan, che incomincia il suo internato come specializzanda in chirurgia presso il Seattle Grace Hospital. Lexie è una ragazza sveglia e intelligente, che sembra portata per la neurochirurgia; si è laureata in medicina a Harvard ed è un chirurgo promettente, dotata di un'impressionante memoria fotografica. Al suo arrivo in ospedale, Meredith non sembra disposta ad allacciare nessun tipo di rapporto con lei, ma successivamente le due si avvicinano e instaurano un rapporto di sorellanza, diventando in seguito anche coinquiline. Nella quarta stagione si invaghisce di George O'Malley, con il quale era inizialmente stata coinquilina e compagna di specializzazione, ma lui non la ricambia. Nel corso della serie ha delle relazioni sentimentali con Mark Sloan, Alex Karev e Jackson Avery. La storia d'amore più importante è quella con Mark Sloan, di cui Lexie è molto innamorata anche dopo la fine della loro relazione, tanto da lasciarsi con Jackson, che tiene molto a lei, proprio per questo motivo; infatti nell'episodio 22, lei finalmente dichiara a Mark che il suo amore per lui non è mai finito. Alla fine dell'ottava stagione, però, Lexie muore in seguito al disastro aereo, che li coinvolge, provocando la disperazione di Meredith e di Mark, che le dichiara a sua volta quanto la ami, poco prima che lei gli spiri tra le braccia. La morte di Lexie lascia così devastato Mark, che l'uomo non trova le forze di combattere le ferite riportate e sembra volersi lasciar andare proprio per tornare da lei, infatti muore anche lui, dopo alcuni giorni in ospedale caduto in un coma profondo. Nella nona stagione, l'ospedale viene intitolato a lei e a Mark cambiando nome in Grey-Sloan Memorial Hospital su idea di Jackson, profondamente legato a entrambi. Compare brevemente nella diciassettesima stagione come visione a Meredith, colpita dal Covid, scambiando qualche ricordo e riflessione con lei.

### Dr.ssa Erica Hahn
Erica Hahn (interpretata da Brooke Smith; stagioni 4-5, ricorrente 2, guest 3) è un brillante cardiochirurgo del Mercy West, assunta come responsabile del reparto di cardiochirurgia dopo l'abbandono di Preston Burke (suo ex compagno di college e storico rivale). Poco incline ai rapporti di amicizia con i colleghi, nutre una grande antipatia per Cristina Yang, alla quale si rifiuta di insegnare. Nel corso della serie rifiuta più volte le avances fattele da Mark Sloan ma mostra un particolare interesse per la Dott.ssa Callie Torres con la quale avvia una breve relazione, che termina quando Erica decide di licenziarsi e lasciare l'ospedale a causa di un litigio con Richard sul reato commesso da Izzie, e a seguito anche con la fidanzata.

### Dr. Owen Hunt
Owen Hunt (interpretato da Kevin McKidd; stagione 5-in corso) è un chirurgo specializzato in traumatologia e chirurgia d'urgenza, tornato negli Stati Uniti dopo una missione in Iraq. Viene assunto come responsabile del pronto soccorso e del reparto di traumatologia e prima emergenza. Arrivato al Seattle Grace Hospital, Owen conosce Cristina Yang con la quale instaura una tormentata storia d'amore, che nonostante diversi alti e bassi giunge al matrimonio. Una volta sposati, Owen vorrebbe avere dei figli, ma il suo desiderio di paternità non viene assecondato da Cristina che rimasta incinta decide di abortire senza il suo consenso. A causa di questo episodio la coppia entra in crisi e in un momento di debolezza Owen, ubriaco, tradisce Cristina. Durante l'ottava stagione, Owen Hunt diventa il nuovo primario di chirurgia, in sostituzione di Richard Webber, incarico durante il quale commette un errore di valutazione che causerà l'incidente aereo in cui saranno coinvolti la moglie e altri colleghi. Nella decima stagione divorzia da Cristina, per permettere a lei e agli altri colleghi di vincere la causa riguardo al suddetto disastro aereo; nonostante il divorzio formale, i due continuano a frequentarsi e anche dopo aver deciso di troncare e andare avanti si ritrovano spesso insieme. Nella decima stagione, infatti, quando Owen intraprende una breve relazione con il chirurgo fetale del Seattle Presbyterian, Emma Marling, si lascia nuovamente andare a una notte di passione con l'ex moglie, che ama ancora molto nonostante le loro insormontabili differenze, e per questo decide di troncare la storia. Sarà Cristina a porre definitivamente fine a questo rapporto deleterio per entrambi, partendo per un nuovo lavoro a Zurigo, e sperando che lui possa ritrovare la felicità. Nel corso dell'undicesima stagione si fidanza con la sorella minore di Derek Shepherd, Amelia, e decide di abbandonare il suo incarico di primario, cedendolo a Miranda Bailey durante la dodicesima stagione. Al termine della stessa stagione sposa Amelia, con la quale tenta di avere un bambino ma con scarsi risultati, infatti Amelia confesserà poi di non volere alcun figlio, dopo che a Los Angeles, il suo primo bambino nacque anencefalo e ciò la devastò per sempre. Questo avvenimento manda la coppia in crisi. Durante la quattordicesima stagione due avvenimenti fanno riavvicinare temporaneamente la coppia: prima la scoperta che la sorella di Owen, creduta morta in Iraq da anni, è invece viva e in seguito la scoperta di un tumore al cervello di Amelia; tuttavia una volta che la donna è guarita i due divorziano, essendosi resi conto di non sembrare affatto una coppia, ma restano comunque in un ottimo rapporto di amicizia. È in questo momento che Owen, anche spronato dall'ex moglie, si reca in Germania, per andare a trovare la sua più vecchia amica, Teddy Altman, con la quale ha sempre avuto un rapporto caratterizzato da un’ambiguità di sentimenti. Una volta giunto da lei, Owen le dichiara il proprio amore e i due finiscono a letto insieme, ma a causa di divergenze su come gestire il loro possibile futuro insieme, Teddy lo caccia via e Owen torna alla sua vita quotidiana a Seattle.
Così facendo, l'uomo si accorge che tra lui e l'ex moglie Amelia forse c'è ancora qualcosa e si riavvicina a lei, anche grazie a Leo, il bambino che decide di prendere in affidamento; il piccolo infatti è figlio di una ragazza tossicodipendente, Betty, a cui Amelia decide di fare da sponsor. Accogliendo entrambi sotto il loro tetto, quindi Amelia e Owen cercano di costruire una nuova famiglia.
I problemi della coppia tuttavia non sono finiti, in quanto nella quindicesima stagione Teddy giunge a Seattle e decide di confessare a Owen la verità: dopo la sua visita di sette mesi prima è rimasta incinta di lui e vuole tenere il bambino, (che si scoprirà poi essere una femmina). Owen vorrebbe far parte della vita del nascituro, ma sceglie comunque di restare con Amelia, la quale tuttavia si allontana nuovamente da lui, a causa dei suoi comportamenti contraddittori verso Teddy, della quale sembra essere geloso. Inoltre, nella stessa stagione l'arrivo dei veri genitori di Betty, (che in realtà ha mentito e si chiama Britney), aumenta la crisi della coppia, mettendo a rischio l'affidamento di Leo, che inizialmente la coppia deciderà di portare via insieme con la figlia, ma alla fine lo riporteranno da Owen riconoscendo che i veri genitori del piccolo sono lui e Amelia. Alla fine della quindicesima stagione mentre Teddy partorisce la loro figlia (chiamata Allison, in onore della migliore amica di Teddy che morì in seguito agli attacchi alle torri dell'11 settembre) lui riuscirà, finalmente, a confessarle i suoi sentimenti. Qualche mese dopo la nascita di Allison Owen fa la proposta di matrimonio a Teddy, e lei accetta. Ma qualcosa si intromette nel giorno del matrimonio. Infatti Owen scopre che Teddy l'ha tradito ed i due si lasciano momentaneamente. Una volta riuniti, i due si sposano ma Owen aiuta un veterano, gravemente malato, a morire e ciò mette a rischio la sua licenza medica ed innesca una crisi con la moglie.
Alla fine della diciottesima stagione scapperà con moglie e figli, per cercare di risolvere il problema. Nel primo episodio della diciannovesima stagione, scopriamo che Owen dovrà essere sorvegliato per riavere la licenza, dopo la caduta delle accuse.

### Dr.ssa Arizona Robbins
Arizona Robbins (interpretata da Jessica Capshaw; stagioni 6-14, ricorrente 5, guest 20) è un brillante chirurgo pediatrico responsabile del reparto di chirurgia pediatrica del Seattle Grace Hospital. Ama particolarmente il suo lavoro perché le permette di salvare la vita ai bambini che lei chiama i "suoi cuccioli umani", ai quali è molto legata. È molto amica di Miranda Bailey e Teddy Altman e in seguito legherà con April Kepner e con la specializzanda Jo Wilson; dopo il disastro aereo in cui sono entrambe coinvolte si avvicina molto anche a Cristina Yang. È una figura importante per Alex Karev, al quale fa da mentore durante il percorso di specializzazione in chirurgia pediatrica. Dichiaratamente lesbica, si innamora e instaura una relazione amorosa con Callie Torres, con la quale, dopo una breve separazione durante la quale si reca a lavorare in Africa, si sposa e si impegna a crescere come madre la piccola Sofia, figlia biologica di Callie e Mark Sloan, nonostante non sia facile inizialmente per lei accettare la presenza dell'uomo nella loro coppia e famiglia. Durante la settima stagione, quando propone a Callie di sposarla, le due hanno un grave incidente automobilistico e mentre Arizona ne esce quasi illesa, Callie rischia la sua vita e quella della bambina, riuscendo però poi a salvarsi entrambe fortunatamente. Alla fine dell'ottava stagione rimane coinvolta in un incidente aereo insieme con i suoi colleghi, dove tra le sue braccia vede smettere di combattere per la sopravvivenza Mark distrutto dalla morte di Lexie, e a causa delle ferite riportate perde una gamba, che Callie e Alex sono costretti ad amputarle nonostante lei non volesse, per poterle salvare la vita. Nella nona stagione, diventa proprietaria dell'ospedale insieme con la moglie e altri suoi colleghi e affronta la riabilitazione in seguito all'amputazione della gamba, rientrando finalmente al lavoro. Poco dopo lei e Callie cercano di avere un altro bambino e Arizona rimane incinta tramite l'inseminazione artificiale, ma purtroppo perde il bambino. Alla fine della nona stagione tradisce Callie con un'altra donna, il chirurgo fetale Lauren Boswell, e viene lasciata dalla moglie che si accorge di quanto successo grazie a un accidentale scambio di camici. Durante la decima stagione, ha un flirt con la specializzanda Leah Murphy, che termina quando Callie perdona il suo tradimento e decide di tornare con lei. Nell'undicesima stagione decide di specializzarsi in chirurgia fetale, mandando all'aria i piani per avere un altro figlio con Callie, evento che scatena una lunga crisi matrimoniale in cui lei e Callie affrontano anche la terapia di coppia, in seguito alla quale il loro matrimonio termina. Durante la dodicesima stagione affronterà una lunga battaglia legale per l'affidamento della piccola Sofia, in seguito alla decisione di Callie di trasferirsi a New York con la nuova fidanzata, Penny Blake, e otterrà l'affidamento esclusivo, salvo poi accordarsi con Callie per una via più simile a quello condiviso per il bene della figlia. Nella stessa stagione stringe una forte amicizia destinata a durare nel tempo, con Andrew De Luca, un nuovo specializzando che affitta una stanza in casa sua diventando quindi suo coinquilino. Nel corso della tredicesima stagione instaura una relazione amorosa con Eliza Minnick, chirurgo assunto come responsabile degli specializzandi e del loro apprendimento. La loro storia termina quando Eliza viene licenziata e decide di lasciare Seattle. All'inizio della quattordicesima stagione avvia un flirt con la nuova ricercatrice sul cervello femminile, Carina DeLuca, sorella del suo coinquilino, che però non sarà duraturo dato che con l'arrivo di Sofia a casa, non può permettersi una ragazza. In seguito le due tentano comunque di proseguire la loro relazione che però finisce definitivamente quando alla fine della quattordicesima stagione Arizona decide di andare a vivere a New York per stare più vicina alla figlia, che dal trasferimento di Callie deve dividersi tra le due madri ogni anno. Dai suoi sms scambiati con l'ex moglie prima della partenza, scopriamo che la donna è ora single, che le due si amano ancora e probabilmente torneranno insieme.

### Dr.ssa Teddy Altman
Teddy Altman (interpretata da Kim Raver; stagioni 6-8, 15-in corso, ricorrente 14) è un cardiochirurgo che viene assunta come responsabile del reparto di cardiochirurgia al Seattle Grace Mercy West su consiglio di Owen Hunt, suo grande amico e collega nella missione di medici di guerra in Iraq, che vuole rendere felice la fidanzata Cristina, studentessa della materia e in cerca di un mentore competente. Da sempre segretamente innamorata di Owen, al suo arrivo Teddy mette in crisi la relazione tra l'amico e Cristina Yang. Rifiutata da Owen, supera le incomprensioni iniziali con Cristina, che diventa il suo braccio destro, e diventa grande amica di Arizona Robbins e della moglie Callie. Ha un breve flirt con Mark Sloan e si fidanza per un breve periodo con lo psicologo dei traumi, Andrew Perkins, che però lascia quando capisce di essere innamorata di Henry Burton, un paziente malato di leucemia che aveva precedentemente sposato solo formalmente per permettergli di avere un'assicurazione sanitaria. Nell'ottava stagione, Henry muore durante un'operazione effettuata da Cristina inconsapevole di chi fosse in realtà il paziente sul tavolo, da quel momento Teddy vive un difficile periodo di elaborazione del lutto, durante il quale leva a lungo la parola a Owen che le aveva mentito sull'esito dell'operazione in quanto anche lei stava effettuando una procedura delicata in quel momento; nello stesso periodo lega ancora di più con Cristina che rende un perfetto cardiochirurgo. Alla fine dell'ottava stagione, Owen licenzia Teddy in modo da permetterle di accettare un'importante offerta di lavoro presso un ospedale dell'esercito in Germania. Torna brevemente nei primi episodi della quattordicesima stagione, avendo ritrovato Megan Hunt (sorella di Owen dispersa e prigioniera in Iraq) viva dopo dieci anni; nella stessa stagione riceve poi una visita di Owen in Germania che le dichiara il proprio amore, ma dopo una notte di passione i due discutono pesantemente sul loro possibile futuro insieme e lei caccia via l'uomo.
Torna nuovamente a Seattle nella quindicesima stagione, perché rimasta incinta di Owen in quell'unico incontro ed è indecisa se comunicarglielo o meno. Riceve anche l'offerta di sostituire Miranda Bailey come primario ad interim dell'ospedale ma rifiuta perché ha scoperto della nuova famiglia che Owen si sta costruendo e vuole tornare indietro. Tuttavia delle piccole complicanze mediche la costringono a rimandare la partenza e infine deciderà di rivelare all'amico della gravidanza. L'uomo decide di restare con Amelia ma di far parte della vita della bambina che nascerà. Inoltre le offre anche il suo posto come primario di chirurgia d'urgenza perché abbia un lavoro e possa restare a Seattle. Tuttavia i comportamenti di Owen nei suoi confronti sono ancora una volta ambigui e contraddittori; infatti quando la donna intraprende una relazione con Thomas Koracick, Owen si dimostra spesso infastidito e geloso, pur attribuendo la cosa al fatto che non voglia un uomo che non stima nella vita futura di sua figlia. Durante il parto della figlia, che verrà chiamata Allison (in onore della migliore amica morta durante l'attacco alle torri dell'11 settembre), Owen e Teddy confessano i loro sentimenti e si mettono insieme. Dopo qualche mese Owen fa a Teddy la proposta di matrimonio e lei accetta. Dopo aver scoperto della gravidanza di Amelia comincia a dubitare sull'identità del padre del bambino, confessa a Maggie i suoi dubbi la quale risponde dicendo che c'è una possibilità che Owen sia il padre. Dopo la scoperta va in hotel da Tom dove hanno un rapporto sessuale. Tuttavia riesce a riavvicinarsi ad Owen quando scopre che il figlio di Amelia non è suo, ma continua ad essere corteggiata da Koracick. Owen per la continua ricerca di una stabilità familiare, chiede a Teddy di sposarlo e lei accetta. Ma alla fine della sedicesima stagione le nozze sono bloccate, poiché Owen scopre del tradimento. Intanto si approfondisce il passato di Teddy e si scopre che Allison era per lei più di un'amica. Pian piano si riavvicina ad Owen, che sposa all'inizio della diciottesima stagione. Le cose però, non saranno semplici perché lei scopre che il marito ha effettuato una sorta di eutanasia nei confronti di un veterano gravemente malato, compromettendo la sua carriera. In seguito un uomo arriva in ospedale e chiede ad Owen gli stessi farmaci che aveva utilizzato con gli altri veterani per la moglie veterana ormai gravemente malata, ma Owen con l'aiuto di Teddy si rifiutano di procurargli questi farmaci; però l'uomo poi riferisce al capo Bailey delle azioni compiute da Owen. Alla fine Owen decide di lasciare Seattle insieme a Teddy con i figli. Nella diciannovesima stagione, dopo 6 mesi dalla fuga ritornano a Seattle e vengono riassunti al Grey-Sloan. In seguito, dopo che Meredith parte per Boston, Teddy decide di candidarsi per diventare primario di chirurgia e alla fine Webber sceglie proprio lei. Continuano le tensioni tra Teddy e Owen a causa della licenza medica di quest'ultimo che è sotto osservazione, ma alla fine viene riesaminato e sarà proprio Teddy a comunicargli che non gli è stata revocata la licenza e che può ritornare come primario di Chirurgia d'Urgenza e Traumatologia. Infine nell'ultimo episodio sta quasi per operare un paziente ma cade per terra in seguito ad un malore ed Owen insieme ad uno specializzando cercano di salvarla.

### Dr.ssa April Kepner
April Kepner (interpretata da Sarah Drew; stagioni 7-14, ricorrente 6, guest 17-18) è una specializzanda in chirurgia che arriva al Seattle Grace Hospital dopo la fusione dell'ospedale con il Mercy West Hospital, in cui April lavorava. April è una ragazza insicura, logorroica e con una forte fede religiosa. Amica e collega di vecchia data di Jackson Avery sin dai tempi del Mercy West, dal quale erano arrivati insieme con Reed e Charles. Questi ultimi muoiono nella sparatoria del finale della sesta stagione, in cui la stessa April rischia la vita e rimane molto segnata soprattutto per la perdita della sua migliore amica. Nel corso della serie instaura un rapporto di amicizia con Meredith Grey e con Arizona Robbins. Ha delle buone capacità come chirurgo e diventa stretta collaboratrice di Owen Hunt, specializzandosi poi in chirurgia d'urgenza. Nel corso della serie viene licenziata due volte, da Richard Webber per un errore e da Owen Hunt dopo che non ha passato l'esame per l'abilitazione a chirurgo la prima volta; la ragazza è poi riassunta prima da Derek Shepherd e poi dallo stesso Owen Hunt. Alla fine dell'ottava stagione, perde la verginità con Jackson Avery la notte prima dell'esame, evento che la distrae e influisce negativamente sulla sua resa agli esami e nonostante sia innamorata di lui, decide di non intraprendere una relazione per non andare contro il suo credo religioso. Al suo ritorno in ospedale all'inizio della nona stagione, April continua ad avere diversi incontri sessuali con Jackson e teme di essere rimasta incinta: è in questa occasione che il ragazzo si mostra disponibile e desideroso di restarle accanto prendendosi le proprie responsabilità, ma alla scoperta di non essere realmente incinta April, sollevata, ferisce Jacskon con le sue parole e per questo lui decide di lasciarla.
Nel corso della nona stagione April ripete quindi il suo ultimo anno di internato da specializzanda e conosce il paramedico Matthew, che condivide i suoi stessi valori religiosi e incomincia con lui una relazione fino a giungere alla proposta di matrimonio che lei accetta. All'inizio della decima stagione supera finalmente il suo esame di chirurgia e diventa un chirurgo abilitato, e tutto è pronto per il suo matrimonio; la ragazza però lascia Matthew sull'altare dopo la dichiarazione a sorpresa di Jackson, (nonostante questi fosse fidanzato con la specializzanda Stepahanie Edwards, che viene mollata in questo modo traumatico e inaspettato), e i due scappano e si sposano segretamente; alla fine della stessa stagione April resta incinta e si riappacifica con il marito, dopo che a causa di un litigio se ne era andata di casa, venendo ospitata da Callie e Arizona.
Nell'undicesima stagione il loro bambino purtroppo nasce prematuro e muore poco dopo a causa di un'osteogenesi imperfetta, (la patologia era già stata diagnosticata durante la gravidanza ma April non aveva voluto abortire a causa del suo credo religioso). Dopo questo evento traumatico April deciderà di partire per una missione di medici da campo in zone di guerra con il suo mentore Owen Hunt; questa partenza farà sentire però abbandonato Jackson. Nel corso della dodicesima stagione, dopo il secondo rientro della donna dalle missioni, Jackson le rivela di non essere più sicuro di voler restare con lei e i due decidono così di divorziare, ma nel giorno del divorzio April scopre di essere nuovamente incinta e non sa se comunicarlo all'ex marito, (deciderà in realtà poi di dirglielo ma lui lo verrà a sapere da altri, scaturendone un nuovo litigio).
In seguito il bambino nasce al termine della dodicesima stagione quando Ben Warren pratica un cesareo improvvisato sul tavolo della cucina di casa di Meredith, durante il matrimonio di Amelia e di Owen, del quale April sarebbe dovuta essere la testimone: nasce una bambina perfettamente sana, di nome Harriet.
Nel corso della tredicesima stagione April decide di accettare la proposta di Jackson di trasferirsi da lui con la piccola per potersene prendere meglio cura grazie al suo aiuto; i due restano comunque separati e hanno solo un breve riavvicinamento durante un caso in Montana. Tra il finale di stagione e l'inizio della quattordicesima ad April accadono molti eventi stressanti: si rende conto che l'ex marito è attratto dalla Dott.ssa Maggie Pierce; incontra nuovamente Matthew, il suo ex, che sposatosi sta per avere un bambino, ma sua moglie muore di parto proprio durante le cure di April, la quale ha un crollo di fede anche a causa di uno scambio sul tema religioso con un paziente terminale. Tutto questo la porta a dubitare di chi lei sia e a passare dei momenti terribili, nei quali verrà in parte aiutata da Thomas Koracick. Nel corso della quattordicesima stagione, una volta ripresasi April torna a frequentare segretamente Matthew, ma nel finale di stagione i due hanno un grave incidente (Matthew sarà subito salvo, April sarà trovata da Owen solo qualche ora dopo, congelata) e Jackson oltre a curarli dal punto di vista medico, prega per la sua prima volta perché la madre di sua figlia viva, cosa che fortunatamente accade. Durante il loro ricovero è Arizona Robbins a svelare ai colleghi che i due giovani avevano ripreso a frequentarsi. Una volta guariti, nell'ultima puntata della quattordicesima stagione i due si sposano a sorpresa in quella che doveva essere la cerimonia di Jo e Karev, con Jackson che fa da testimone ad April, dicendole che lui vuole solo la sua felicità. Il personaggio di April esce così di scena, (infatti si licenzia anche dall'ospedale), andando a costruirsi una nuova vita con il marito e dedicarsi all'aiuto dei più bisognosi. Nella diciassettesima stagione Jackson la va a trovare per invitarla a seguirlo a Boston. In quest'occasione si scopre che lei e Matthew si sono lasciati e così decide di accettare il lavoro. Alla fine della diciassettesima stagione si scopre che April e Jackson sono tornati assieme.

### Dr. Jackson Avery
Jackson Avery (interpretato da Jesse Williams; stagione 7-17, ricorrente 6, guest 18-19) è uno specializzando del Mercy West entrato nella serie durante la fusione tra il proprio ospedale e il Seattle Grace. All'inizio sembra avere una cotta non corrisposta per Cristina Yang. È un chirurgo promettente e nel corso della specializzazione si rivela bravo in ogni disciplina, in particolare in neurochirurgia e in chirurgia plastica; infatti viene conteso dai due primari dei reparti in questione, Derek Shepherd e Mark Sloan, ma alla fine sceglie quest'ultimo come suo mentore specializzandosi in chirurgia plastica, diventando il braccio destro del suo maestro e formando con lui quella che Sloan battezza 'la banda dei plastici'. Jackson è molto legato a Mark, in quanto è stato come un padre per lui e lo stesso è per Mark che lo considera come un figlio; infatti quando a seguito del disastro aereo Mark entra in coma, Jackson continua a fargli visita per parlargli dei progressi compiuti nel suo reparto. Jackson ha trascorso una vita difficile, in cui il padre è sempre stato assente (lo rincontrerà poi nella dodicesima stagione in un viaggio in Montana con April), e la famiglia di medici molto ricca gli ha sempre messo sulle spalle il peso di una grossa eredità e nomea da portare avanti; si tratta infatti della famiglia Avery, che ha dato il nome all'omonimo premio Harper Avery, con il quale ogni anno si premia il migliore chirurgo americano per le sue scoperte scientifiche e mediche. In realtà Jackson durante la serie dimostra più volte di non voler appoggiarsi al proprio nome per fare successo nella sua professione. Nella sparatoria del finale della sesta stagione perde i suoi amici e colleghi Reed e Charles (quest'ultimo in particolare era il suo migliore amico) e questo evento insieme con l'aver dovuto operare il Dottor Sheperd con una pistola puntata addosso lo segna profondamente, tanto che nella stagione successiva riscontra diverse problematiche da stress post-traumatico sul lavoro. Gli resta così soltanto April come sua prima amica proveniente dal Mercy West. Successivamente ha una relazione con Lexie Grey (nella settima e nell'ottava stagione), ma la lascia quando si rende conto che la ragazza ama ancora Mark Sloan, che era stato con lei prima di lui. È Jackson a proporre di intitolare l'ospedale Grey-Sloan Memorial Hospital, quando dopo il disastro lo riacquista con altri colleghi per salvarlo dalla bancarotta, in ricordo di due persone a cui era così legato. Nel corso della serie si trova spesso a dover gestire la presenza invadente della madre nella sua vita privata e professionale; inoltre avrà non poche difficoltà ad accettare la relazione della donna con il suo insegnante e capo, Richard Webber. Questo fatto, insieme con l'avere un nome famoso lo accomuna molto a Meredith, con la quale spesso scherza al riguardo. Verso la fine dell'ottava stagione, la notte prima del loro esame di chirurgia Jackson e April vanno a letto insieme, violando il voto di restare vergine fino al matrimonio della ragazza, (che sconvolta non passa l'esame), e questo prima li allontana, per poi riavvicinarli tanto da intraprendere una relazione sessuale. Durante la nona stagione quando April pensa di essere rimasta incinta di lui, Jackson si dice pronto a prendersi le proprie responsabilità, ma April, sollevata di non esserlo, lo ferisce involontariamente con le proprie parole; Jackson decide quindi di chiudere con lei e nella stessa stagione prova ad andare avanti avviando una relazione con la specializzanda Stephanie Edwards. All'inizio della decima stagione, però, Jackson si rende conto di aver sempre amato April e nel giorno del suo matrimonio col paramedico Matthew le si dichiara non curante di tutti; a questo punto April molla tutto e scappa con Jackson con cui si sposa segretamente la stessa notte. In seguito i due neo-sposini hanno vari litigi dovuti ai loro diversi modi di vedere la vita ma si riappacificano quando April scopre di aspettare un figlio, che purtroppo però nasce con una malattia degenerativa alle ossa, che lo porterà a morire poco dopo il parto. La perdita del piccolo Samuel segna gravemente April che alla fine dell'undicesima stagione fugge in Iraq con il suo mentore Owen per una missione di medico da campo di un anno, in modo da ritrovare sé stessa. Jackson, che si è sentito abbandonato in un momento doloroso anche per lui e stufo di aspettarla senza certezze, al suo ritorno le fa trovare le carte del divorzio e i due si separano all'inizio della dodicesima stagione. Lo stesso giorno del divorzio April scopre di essere nuovamente incinta di Jackson e partorisce nella tredicesima stagione una bambina in perfetta salute, Harriet. I due crescono assieme la bambina, vivendo inizialmente nella stessa casa pur essendo separati e restando comunque buoni amici. Jackson tra la fine della tredicesima stagione e gli inizi della quattordicesima, si rende conto che tra lui e il cardiochiururgo Maggie Pierce, c'è un'attrazione reciproca e così i due incominciano a flirtare, per poi avviare, dopo numerosi alti e bassi, una relazione più stabile durante la quindicesima stagione. Durante questa stagione Jackson, dopo essersi salvato da un incidente letale, affronta anche una crisi sulla sua fede, già incominciata a fine della precedente stagione, quando April aveva rischiato di morire e lui si era trovato a pregare per la prima volta in vita sua. Inoltre poco dopo aveva accompagnato l'ex moglie all'altare mentre si sposava con Matthew, dicendole che desidera solo la sua felicità.
Nel corso della quindicesima stagione Jacskon scoprirà anche che sua madre, Catherine Avery, ha un grave tumore, che però fortunatamente i due neurochirurghi, Amelia Sheperd e Thomas Koracick, riescono ad asportare in gran parte, salvandole la vita. Durante un campeggio Maggie e Jackson capiscono di non essere fatti l'uno per l'altro e cominciano a discutere, poco dopo si lasciano definitivamente e in poco tempo Jackson comincia ad avvicinarsi a Victoria Hughes (Barrett Doss in Station 19), successivamente si mettono insieme. A metà della sedicesima stagione Jackson e Maggie scoprono che Richard e Catherine si stanno separando.Terminata la relazione con Victoria, Jackson nella 17 stagione avrà diversi rapporti sessuali con la sua collega Jo Wilson. Alla fine della 17 stagione, dopo un altro Incontro con suo padre, deciderà di lasciare il Grey Sloan per tornare a Boston e prendere una posizione all'interno della fondazione Harper Avery portando con sé sua figlia e la sua ex-moglie/grande amica April, ormai divorziata con Matthew. Jackson ed April riappariranno nell'ultimo episodio della 18 stagione nel quale possiamo capire che il loro amore non ha mai avuto fine infatti i due stanno nuovamente insieme.

### Dr.ssa Jo Wilson
Jo Wilson (interpretata da Camilla Luddington; stagione 10-in corso, ricorrente 9) è una specializzanda in chirurgia con buone capacità da chirurgo. Nel corso del suo internato inizialmente segue molti casi di pediatria con il Dr. Alex Karev, ma successivamente si appassiona fortemente all'ortopedia grazie alla Dott.ssa Callie Torres; in seguito alla partenza di quest'ultima finisce la propria specializzazione applicandosi alla chirurgia generale, in particolar modo nella branca della medicina moderna. È una ragazza forte e indipendente, che ha avuto un'infanzia difficile, non avendo genitori e venendo trattata male dalle famiglie affidatarie; così a sedici anni rubò un'auto dove ha vissuto fino all'inizio della sua specializzazione. Il suo passato la accomuna ad Alex Karev, con il quale instaura subito un rapporto speciale, ostacolato però inizialmente dalla sua relazione con lo specializzando di ginecologia, Jason Myers (soprannominato "Pettmarm"), che durante una discussione la picchia, così Jo, sapendo difendersi, lo spinge e gli fa battere la testa sul camino, rischiando di ucciderlo. Terminata la relazione con quest'ultimo, dopo la dichiarazione d'amore di Alex si fidanza con lui. Durante la serie perde la collega e amica Heather Brooks, che muore alla fine della nona stagione durante la tempesta; mentre gli amici Shane e Stephanie lasciano l'ospedale rispettivamente alla fine della decima stagione per trasferirsi in una clinica svizzera e alla fine della tredicesima per lasciare medicina, a seguito di un evento traumatico. Rimasta senza i suoi amici e colleghi di sempre, (anche la collega Leah se ne va quando viene licenziata alla fine della decima stagione), Jo stringerà nel tempo un legame sia con Meredith sia con Arizona.
Alla fine dell'undicesima stagione lei e Karev decidono di comprare un loft insieme e Jo dice per la prima volta "Ti amo" ad Alex. È la migliore amica di Stephanie Edwards ed è una degli specializzandi più promettenti del suo anno, nonché l'unica tra loro a non lasciare il Grey-Sloan Memorial. Durante la dodicesima stagione Alex le chiede di sposarlo per due volte ma lei prima non gli dà una risposta e la seconda volta rifiuta, provocando una lite con il ragazzo che se ne va arrabbiato. È solo al termine della dodicesima stagione che Jo confida, in un momento di ubriachezza, all'amico e collega Andrew DeLuca che "Jo" (Josephine) non è il suo vero nome e che in realtà è scappata a Seattle sotto falsa identità per nascondersi da un uomo con il quale risulta ancora legalmente sposata e che la picchiava ogni giorno, ma non vuole che Alex lo sappia per paura di cosa possa fare e che si possa mettere nei guai. Durante questa confidenza Alex rientra in casa per fare pace con la ragazza, ma vedendo Jo e Andrew sul letto insieme, lo aggredisce in modo brutale, (in realtà Jo era soltanto caduta mentre andava a dormire facendo perdere l'equilibrio anche all'amico). Spaventata dall'aggressione, Jo lascia Alex, che finisce anche in prigione agli inizi della tredicesima stagione, uscendone solo grazie alla cauzione pagata da Meredith. Nella quattordicesima stagione, Jo chiede ad Alex di tornare a vivere assieme con un cartello con scritto "Homecoming?" (in inglese, "torni a casa?"), dopo che questi gli ha rivelato di aver conosciuto suo marito, (occasione in cui scopriamo che il vero nome di Jo è Brooke), ma non aver fatto nulla perché non la metterebbe mai in pericolo.
Durante la stagione Jo, dopo aver ottenuto il ruolo di capo degli specializzandi, si rende conto in più occasioni che il fatto di essere ancora legalmente sposata con Paul, la tiene sotto il suo potere e per questo prende coraggio e chiede il divorzio da lui. L'uomo però la rintraccia e si presenta al Grey-Sloan Memorial facendola sentire in pericolo, soprattutto quando Jo cerca di far allontanare da lui la nuova compagna che mostra chiari segni di violenza domestica, (evidentemente l'uomo non ha cambiato abitudini). Tuttavia una mattina l'uomo viene investito, e anche se inizialmente la colpa sembra ricadere su Jo e Alex, alla fine il vero colpevole si costituisce. Jo, che è ancora sua moglie per la legge, decide di far staccare la spina a Paul e donarne gli organi. Finalmente libera dal suo incubo, Jo chiede ad Alex di sposarla, cosa che avviene, dopo non poche peripezie, nel finale di stagione, e Jo decide di cambiare il suo cognome in Karev. Poco prima del matrimonio fa un viaggio con Alex che le presenta sua madre Helen, dalla quale si era allontanato per anni perché affetta da schizofrenia, ma che ora sembra stare meglio. All'inizio della quindicesima stagione Jo è in luna di miele con Alex ma si concentra così tanto sui suoi studi di medicina innovativa che i due tornano prima del previsto, e la ragazza comincia a lavorare come Membro di Medicina Innovativa in collaborazione dapprima con Meredith e in seguito con Miranda Bailey; il suo matrimonio comunque va a gonfie vele e lei sta accanto al marito, ora primario dell'ospedale. Inoltre in questa stagione la ragazza rincontra un suo vecchio compagno del college, Atticus Lincoln, detto Link, che arriva al Grey-Sloan Memorial come nuovo primario di chirurgia ortopedica. Nella stessa stagione decide di cercare la madre biologica e di parlarle, quando la incontra scopre che la madre ha una bella vita, due figli, un marito e una casa grande, cosa che cambia l'idea che Jo aveva prima dell'incontro. Quel giorno scopre che la madre era stata violentata dal padre e da lì era stata concepita, alla sua nascita ricordava troppo il padre, così la madre decise di abbandonarla. Jo dopo l'incontro entra in un grave periodo di depressione: si rifiuta di parlare con Alex, Link, Meredith e si presenta anche al lavoro ubriaca. Meredith preoccupata, dopo un po' di tempo, riesce a farla parlare e la convince a parlarle con Alex e con la Bailey per prendersi un periodo di aspettativa. In quel periodo viene mandata a fare terapia in un centro di riabilitazione. In un episodio della quindicesima stagione si scopre che i documenti del matrimonio non sono stati spediti e di conseguenza Jo e Alex non sono legalmente sposati, questo porta Jo, nel periodo di riabilitazione, a dire ad Alex che se lui dovesse lasciarla capirebbe. Dopo sua ripresa, Jo, torna a lavorare al Grey-Sloan, ma Karev le propone un lavoro da strutturata al Pac-North (ospedale in cui sta lavorando Alex da quando è stato licenziato), così Jo convince la Bailey a darle un posto da strutturata al Grey-Sloan e comincia a lavorare come tale. Nella giornata di Halloween Alex porta Jo in municipio per sposarsi legalmente. Qualche giorno dopo il processo di Meredith Alex non compare più e pian piano Jo comincia a preoccuparsi e a capire che non tornerà. In seguito riceve una sua lettera dove le dice di aver scoperto di avere dei figli, che sono anche di Izzie, e che ha deciso di far loro da padre. Con la lettera le manda anche i documenti del divorzio e i documenti che stabiliscono che le quote del Grey-Sloan di Alex sono destinate a Jo. Dopo aver conosciuto una donna incinta molto malata ed averla aiutata a partorire, Jo si affeziona alla piccola appena nata, Luna, e dopo la morte della madre decide di adottarla. Dopo la pandemia di Covid-19 decide di cambiare specializzazione e di dedicarsi a ginecologia. Sul piano della vita privata, dopo un flirt con Jackson e una relazione con il fratello di una sua paziente, intraprende una relazione sessuale con Link, di cui si invaghisce non corrisposta.

### Dr. Shane Ross
Shane Ross (interpretato da Gaius Charles; stagione 10, ricorrente 9) è uno specializzando in chirurgia, molto competitivo e ambizioso. Durante la nona stagione, si interessa alla neurochirurgia con il Dr. Derek Shepherd e instaura una forte rivalità con la collega Heather Brooks, fino a quando quest'ultima muore folgorata durante la tempesta abbattutasi su Seattle. Sentendosi responsabile della morte della collega, che lui aveva mandato nello scantinato al suo posto per soffiarle un intervento, Shane decide di lasciare la neurochirurgia e diventa il braccio destro di Cristina Yang in cardiochirurgia, con la quale ha anche un breve flirt, prima di avere un crollo nervoso causa stress e mancanza di sonno; è in questa occasione che commette degli errori che costano la vita al padre di Alex Karev. Alla fine della decima stagione, lascerà Seattle per andare a lavorare a Zurigo seguendo il suo mentore, la Dott.ssa Yang, ora a capo di una clinica privata nella città svizzera.

### Dr.ssa Stephanie Edwards
Stephanie Edwards (interpretata da Jerrika Hinton; stagioni 10-13, ricorrente 9) è una specializzanda in chirurgia, sveglia e intelligente. Durante il secondo anno di specializzazione, dopo aver sperimentato diverse discipline, si innamora della neurochirurgia e diventa il braccio destro di Amelia Shepherd. Nella nona stagione aveva intrapreso una relazione con Jackson Avery, che però era terminata malamente quando quest'ultimo, innamorato di April Kepner, aveva interrotto il matrimonio della donna per dichiararsi, senza nemmeno aver prima parlato a Steph. È la migliore amica di Jo Wilson, nonché la specializzanda del loro anno più talentuosa in chirurgia; Stephanie era amica e collega di Heather Brooks (morta dopo la tempesta a causa di una scossa nello scantinato dell'ospedale). La Edwards, nonostante sia molto dotata, deciderà di lasciare il lavoro in ospedale volendo cambiare la propria vita, in seguito a un sequestro e poi incendio del quale è protagonista nella tredicesima stagione e in cui riporta grosse ustioni. Durante la specializzazione si scopre qualcosa in più del suo passato: da bambina era spesso ricoverata in ospedale a causa dell'anemia falciforme di cui soffre e questo ha probabilmente influito sulla sua decisione di studiare medicina; anche per questa ragione, dopo l'incendio, Stephanie deciderà di andarsene, perché capisce che la vita è breve e lei l'ha già trascorsa per troppo tempo chiusa tra le mura ospedaliere, prima da paziente e poi da medico.

### Dr.ssa Leah Murphy
Leah Murphy (interpretata da Tessa Ferrer; stagione 10, ricorrente 9, 13) è una specializzanda in chirurgia, istintiva e spesso insicura. All'inizio della nona stagione ha una cotta per Alex Karev, con il quale ha avuto un breve flirt. Alla fine della nona stagione rivela ai suoi compagni di essere stata in realtà inserita nel programma d'internato in chirurgia al Grey-Sloan, per intercessione di Mark Sloan, che ebbe una breve relazione con sua madre anni prima. Era grande amica e coinquilina di Heather Brooks, morta durante la tempesta. Nella decima stagione ha una breve relazione con Arizona Robbins e quando questa torna con la moglie, la ragazza decide di denunciare Callie alle risorse umane perché si sente trattata male a causa di quanto accaduto con la Robbins; da questa denuncia si scatena il panico per le nuove regole severe riguardo alle relazioni in ospedale tra colleghi e in particolare con i sottoposti (soprattutto Jo si arrabbia molto per questa denuncia, dal momento che le crea difficoltà nella sua relazione con Alex, anche se inizialmente crede sia stata opera di Stephanie). Alla fine della decima stagione, viene licenziata perché non sembra essere portata per la chirurgia e ottiene un lavoro presso un laboratorio di ricerca medica. Fa il suo ritorno nel sesto episodio della tredicesima stagione per conoscere Maggie Pierce e apprendere le sue tecniche, dopo aver continuato con impegno il suo percorso di specializzazione, diventando una "prima della classe". Così passerà parte della tredicesima stagione nel reparto di cardiochirurgia, diventando il braccio destro della Pierce, pur avendo a volte delle difficoltà nel seguire i metodi d'insegnamento di Maggie. All'inizio della quattordicesima stagione inspiegabilmente il suo personaggio non compare sulle scene, forse perché trasferitasi in un altro ospedale per finire il suo internato.

### Dr.ssa Amelia Shepherd
Amelia Shepherd (interpretata da Caterina Scorsone: stagione 11-in corso, guest 7-8, ricorrente 10) è la più piccola delle quattro sorelle di Derek Shepherd, con il quale condivide la professione di neurochirurgo. Profondamente segnata dall'omicidio del padre, di cui è stata testimone insieme con Derek da bambini, ha avuto una vita difficile, infatti è più volte caduta nella dipendenza da medicinali e droga. Dopo alcuni anni trascorsi in California a lavorare presso la clinica privata Ocean Side di Los Angeles, insieme con Addison Montgomery (sua ex cognata, protagonista della serie spin-off Private Practice, di cui Amelia diventa uno dei personaggi principali), decide di trasferirsi a Seattle, per lavorare presso il Grey-Sloan Memorial Hospital. Nel corso dell'undicesima stagione stringe un legame di amicizia con la cognata Meredith, mentre entra in conflitto con il fratello, in quanto entrambi ambiscono al posto di primario di neurochirurgia dell'ospedale, temporaneamente lasciato da Derek, che lo rivorrebbe indietro. Successivamente avrà lei il posto in seguito alla morte del fratello, che dovrà affrontare alla fine dell'undicesima stagione. Dopo questo tragico evento, tra Amelia e Owen Hunt, scatta un bacio e sembra che i due potrebbero mettersi insieme, però l'uomo parte subito dopo per una missione da medico di guerra. Amelia in questo periodo va a vivere con Meredith e Maggie Pierce, la sorellastra della cognata, legando con entrambe. Stringe inoltre un rapporto particolare con Richard Webber, in quanto entrambi frequentano le riunioni degli alcolisti anonimi per le loro vecchie dipendenze e condividere questo fatto li porta a confidarsi o confrontarsi in varie occasioni. Nella dodicesima stagione quando Owen torna, i due avviano una relazione, che, tra alti e bassi, li porta infine a sposarsi al termine della stagione.
Durante la tredicesima stagione, dopo varie incomprensioni che si susseguono a un test di gravidanza che risulta negativo mentre cercano di avere un figlio, i due sembrano essere giunti alla fine della loro relazione. In realtà, infatti, Amelia non ha mai voluto il bambino poiché a Los Angeles ha dovuto affrontare la morte del suo primo figlio nato anencefalo, evento che l'ha perciò devastata sotto questo punto di vista.
Tuttavia, nella quattordicesima stagione, quando durante uno studio al cervello femminile guidato dalla sorella di Andrew, Carina DeLuca, Amelia scopre di avere un tumore al cervello, i due si riavvicinano, anche se per poco; la guarigione infatti fa finalmente capire ad Amelia di voler porre fine alla relazione dato che in realtà non si amano più, così i due divorziano restando però comunque buoni amici. Amelia sprona inoltre Owen ad andare in Germania dalla sua vecchia amica Teddy, perché convinta che lui la ami, ma quando lui torna a Seattle e prende in affidamento un bambino, Leo, la cosa fa riavvicinare nuovamente la coppia, che, sentendo di provare ancora qualcosa l'uno per l'altra, cerca di costruire una nuova famiglia, aiutando anche la ragazza madre del bambino, Betty, che è una tossicodipendente e che Amelia prende sotto la propria ala.
I problemi tra Amelia e Owen non sono però finiti perché, durante la quindicesima stagione, l'ex fiamma di Owen, Teddy, torna dal suo passato rivelando di essere rimasta incinta quando sette mesi prima lui era andato a trovarla ed erano stati insieme. Nonostante l'indecisione e ambiguità dei suoi sentimenti, Owen sembra scegliere di restare con Amelia, pur volendo riconoscere il nascituro, ma le sue incertezze e gelosie verso Teddy fanno allontanare ancora una volta Amelia.
Nella stessa stagione Amelia intanto ha un grande successo professionale: asportandole un tumore infatti salva la vita a Catherine Avery, insieme con il collega neurochirurgo, Thomas Koracick. Nella stessa stagione, Amelia si avvicina sentimentalmente al dottor Atticus Lincoln “Link". Nella sedicesima stagione confessa di essere stata attratta da Carina DeLuca e scopre anche di essere incinta. Inizialmente, pensando di essere di circa 20 settimane, è convinta che il padre sia Link, ma durante un controllo scopre di essere di 24 settimane e si rende conto che potrebbe essere di Owen. Quando comunica a Link che potrebbe non essere il padre del bambino si allontanano, lui la esorta a fare il test di paternità ma lei ammette di non essere pronta. Successivamente comunicherà la paternità a Link e proseguirà la gravidanza fino al parto avvenuto alla fine della sedicesima stagione. Scout Derek Lincoln nasce sano e per un periodo la coppia deve badare anche ai nipoti, a causa del coma di Meredith. Link poi decide di chiedere in moglie Amelia, ma lei insicura sul futuro, rifiuta, causando la crisi nella coppia. Nella diciottesima stagione Amelia aiuta Meredith con il progetto sul Parkinson, conoscendo il medico gender Kai, con cui intraprende una relazione, lasciando definitivamente Link.

### Dr.ssa Maggie Pierce
Margaret "Maggie" Pierce (interpretata da Kelly McCreary; stagione 11-19, guest 10, 20) è un cardiochirurgo che viene assunta come nuovo responsabile del reparto di cardiochirurgia presso il Grey-Sloan Memorial Hospital, dopo la partenza di Cristina Yang. È la figlia nata dalla relazione extraconiugale tra Richard Webber ed Ellis Grey, data segretamente in adozione da quest'ultima, pertanto è sorellastra di Meredith Grey, che ne ignorava l'esistenza fino al suo arrivo in ospedale. Ha avuto un'infanzia felice grazie ai suoi affettuosi genitori adottivi, che in più occasioni la mettono in imbarazzo per i loro modi piuttosto provinciali; durante il college era, per sua stessa ammissione, la classica secchiona sfigata, isolata e bullizzata. Nell'undicesima stagione instaura con fatica un legame con Meredith, ma rifiuta di avere contatti con Richard, tuttavia con il passare del tempo i due lentamente creeranno un loro rapporto. Nella dodicesima stagione va a vivere con Amelia (con la quale stringe un legame tra sorelle) e Meredith a casa di quest'ultima, cercando di aiutarla con i bambini dopo la morte del marito. Nello stesso periodo si innamora di Andrew Deluca, con il quale ha un breve flirt, ma in seguito lui la lascia e alla fine della stessa stagione Maggie s'innamora del nuovo collega cardiochirurgo Nathan Riggs, innamorato però a sua volta di Meredith, che lo contraccambia. Durante la tredicesima stagione diventa il mentore della specializzanda Leah Murphy, tornata dopo anni nell'ospedale e di cui solo Maggie, che non l'aveva conosciuta in passato, pare essere entusiasta. Dopo aver affrontato la morte della madre adottiva, Diane, che ha un tumore al seno, Maggie si avvicina a Jackson Avery e alla fine della tredicesima stagione, anche grazie alle parole della stessa ex moglie di lui, April, si rende conto che tra loro c'è un'attrazione reciproca. Durante la quattordicesima stagione quindi i due incominciano a flirtare per poi intraprendere una relazione, (rivelandola ben presto ai rispettivi genitori, Richard Webber e Catherine Avery, che sono sposati tra loro), che diventerà più stabile, seppur con alti e bassi iniziali, nella quindicesima stagione. In questa stessa stagione Meredith confessa titubante a Maggie di star frequentando il suo ex Andrew, preoccupata di una sua reazione negativa, ma per Maggie non ci sono problemi al riguardo. Inoltre riceve la visita in ospedale di una sua vecchia compagna del college, che non perdeva occasione per tormentarla con atti di bullismo quando erano ragazzine; la donna è gravemente malata e dopo aver ricevuto parecchi pareri negativi da altri dottori, vorrebbe che fosse Maggie a operarla, in quanto negli anni si è costruita la fama della più brava nel settore: dopo alcune titubanze la Pierce decide di acconsentire all'intervento e lo porta a termine con successo. Durante un campeggio lei e Jackson scoprono di avere diverse divergenze e di non essere adatti l'uno per l'altro e successivamente mettono fine alla loro relazione. Nella sedicesima stagione conosce Sebi (Sabrina) e Chris, nonché la nipote e il fratello di Richard, Sebi confessa di averli raggiunti per un tumore al cuore (un mixoma) che si espande in fretta, ma comunica anche di non voler essere operata dalla cugina anche se è uno dei migliori cardiochirurghi. Quando è in pericolo di vita, Richard esorta il fratello ad acconsentire all'operazione fatta da Maggie, ma a causa di un fraintendimento con lo staff medico del Pac-North Sebi muore e in seguito Chris Webber denuncia Maggie per omicidio colposo. La cosa si risolverà poi con un patteggiamento.
Ad un convegno incontra un suo ex specializzando, Winston Ndugu che le confessa di essere innamorato di lei. I due iniziano a frequentarsi e lui, dopo il trasferimento a Seattle, le chiede di sposarlo. I due lo faranno sulla spiaggia, una volta che Meredith si sarà rimessa. Dopo la luna di miele però iniziano le prime crisi, causate dal fratello di lui.

### Dr. Benjamin Warren
Benjamin Warren (interpretato da Jason George; stagioni 12-14, 21-in corso, ricorrente 6, 8-11, 15-20, guest 7) è un medico anestesista del Mercy West Hospital che arrivato al Seattle Grace, dopo la fusione tra i due ospedali, fa la conoscenza di Miranda Bailey, con la quale incomincia a frequentarsi. La loro esordiente relazione però finisce all'inizio della settima stagione per volere di Miranda, che scioccata dalla sparatoria a cui ha assistito in ospedale, non può sostenere legami con nessuno al momento in quanto, gli dice, ha bisogno di tempo per ritrovare sé stessa. L'uomo cerca così di evitare Miranda in ospedale per mesi, nel tentativo di non turbarla, ma in realtà l'aspetta perché ha capito che lei avesse bisogno solo di tempo; ecco perché ci rimane molto male quando viene a sapere da Derek Shepherd che la donna ha invece intrapreso una relazione con un infermiere dell'ospedale, e decide così di riconquistarla. Nell'ottava stagione Ben torna finalmente insieme con Miranda e poco tempo dopo va già a vivere con lei e suo figlio. Nella nona stagione Ben sposa Miranda e subito dopo il viaggio di nozze parte per Los Angeles, per incominciare il suo internato di chirurgia presso l'UCLA; tuttavia nella decima stagione l'uomo lascerà inizialmente la chirurgia per poter stare vicino alla moglie, ma avrà l'opportunità di proseguire la specializzazione al Grey-Sloan, dove si era liberato un posto dopo la morte di Heather Brooks. In questo periodo sembra rivelarsi il più promettente degli specializzandi; sembrerebbe anche portato per la chirurgia plastica, guidato da Jackson Avery che vuole ricreare "la banda dei plastici".
Durante la dodicesima stagione commette però alcuni gravi errori che gli costano prima una sospensione di alcuni giorni dal programma, e in seguito un allontanamento di sei mesi, cosa che comporta degli attriti nel suo matrimonio dato che la moglie è anche il suo capo. I loro litigi proseguiranno per tutta la stagione, in quanto Ben vorrebbe tornare a fare l'anestesista durante il periodo di sospensione ma la moglie non si fida più di lui. A fine stagione l'uomo si trova da solo in casa con April, che ha le doglie ed è costretto a praticare un cesareo d'emergenza per evitare che il bambino soffochi, così, superata la paura iniziale, Ben salva madre e figlia con successo e riconquista la fiducia della Bailey. Per tutta la durata del suo internato Ben si troverà spesso diviso tra la lealtà verso Miranda che gli chiede informazioni su cosa accade tra gli specializzandi, e l'amicizia e complicità che lo legano a loro. Durante la quattordicesima stagione, anziché completare l'ultimo anno di specializzazione in chirurgia, Ben cambia nuovamente idea su cosa voglia fare e incomincia un corso di preparazione per diventare vigile del fuoco, portandolo a termine a metà della stagione, (le sue vicende come pompiere vengono da allora narrate in Station 19, secondo spin-off della serie, di cui Warren è protagonista). Questa decisione comporta grande stress in Miranda, che nella quattordicesima stagione rischia un infarto e nella successiva si allontana da lui perché sull'orlo di una crisi psicologica. Ben si sentirà ferito dall'allontanamento della moglie, ma con il tempo i due si riappacificheranno. Durante la quindicesima stagione e nella seconda metà della quattordicesima, il suo personaggio compare saltuariamente durante le puntate crossover, in cui è necessario l'intervento dei pompieri nella storia. Insieme a Miranda adotterà un adolescente e prenderà in affido la figlia di un suo defunto collega.

### Dr. Andrew DeLuca
Andrew DeLuca (interpretato da Giacomo Gianniotti; stagioni 12-17, guest 11) è uno specializzando in chirurgia, al primo anno di internato. Di origine italiana, quando era ancora un ragazzino si trasferì negli Stati Uniti con la madre in seguito alla separazione dei genitori, mentre sua sorella rimase in Italia con il padre. Al suo arrivo al Grey-Sloan Memorial si finge uno strutturato e per questo si attira le antipatie dei suoi colleghi, che non vorranno essere suoi coinquilini; per questo motivo affitta una stanza nell'appartamento di Arizona Robbins, che dopo la separazione dalla moglie cercava proprio un affittuario. La convivenza tra i due fa nascere un buon rapporto di amicizia. Poco dopo il suo arrivo instaura una relazione, inizialmente clandestina, con il suo superiore Maggie Pierce, ma poco tempo dopo la lascia restando comunque in buoni rapporti. Alla fine della dodicesima stagione viene aggredito da Alex Karev che, a causa di un equivoco, pensa stia per andare a letto con la sua fidanzata Jo Wilson. In seguito alle confidenze della ragazza però Andrew si interessa realmente a Jo, che invece lo rifiuta; durante la tredicesima stagione De Luca decide comunque di ritirare le accuse contro Karev, solo per evitare altri problemi e sofferenze a Jo.
All'inizio della quattordicesima stagione rientrando a casa, DeLuca trova la sua coinquilina Arizona in atteggiamenti intimi con un'altra donna, che in realtà è sua sorella Carina DeLuca, arrivata in città senza avvisare. Sarà proprio lei, assunta al Grey-Sloan come ricercatrice sul funzionamento del cervello femminile in relazione all'orgasmo, a scoprire insieme con il fratello il tumore di Amelia Sheperd, che si era recata nella stanza delle RM come volontaria per la ricerca. Andrew prometterà quindi ad Amelia di mantenere segreta quest'informazione, trovandosi però alquanto a disagio per questo motivo; inoltre starà vicino alla donna prima e dopo l'operazione, durante la quale assiste il neurochirurgo Thomas Koracick, giunto appositamente su chiamata di Amelia. Quando quest'ultima ha difficoltà a rendersi conto di essere guarita è proprio De Luca a mostrarle il tumore rimosso e a farla sentire meglio anche grazie ai suoi consigli riguardo al suo matrimonio con Owen, ormai giunto al capolinea.
Nel corso della stagione Andrew ritrova, tra le nuove matricole del Grey-Sloan Memorial Hospital, una sua ex, Sam Bello, con cui ha avuto una storia tormentata e bizzarra. Nonostante i due sappiano dagli avvenimenti del passato quanto non vadano bene l'uno per l'altra, finiscono per intraprendere una relazione sessuale, fino a quando non si dichiarano reciprocamente il proprio amore; le cose sembrano quindi andare per il meglio e i due vorrebbero addirittura andare a vivere insieme, quando purtroppo Sam rischia l'espulsione dal paese a causa di una semplice multa per semaforo rosso, (la ragazza infatti è nata a El Salvador, pur essendo cresciuta da sempre negli USA e potrebbe essere rispedita nel suo paese di origine). Meredith e la Bailey aiutano Sam a guadagnare tempo e le trovano una via di fuga in Svizzera, presso la clinica che dirige Cristina Yang: questa frettolosa partenza pone quindi fine alla relazione con De Luca, che saluta Sam promettendole di andarla a trovare non appena possibile, ma lei tronca il loro rapporto spiegandogli che non vuole che si debba sacrificare anche lui, solo perché lei è costretta a partire.
Durante la quindicesima stagione De Luca si sente sempre più attratto dal suo superiore, il chirurgo Meredith Grey, che riesce a conquistare dopo qualche difficoltà e rivalità iniziali, e con la quale avvia una relazione. A metà di questa stagione riceve una visita inaspettata da parte del padre che non vede da anni e con cui non ha un buon rapporto; in effetti qualche puntata prima il ragazzo, parlando in italiano, si era sfogato sul passato del padre, che sembra aver operato in maniera irresponsabile dei pazienti, uccidendone alcuni e averla passata liscia grazie ai soldi e alle conoscenze. Durante la stagione il rapporto con Meredith si evolve fino a quando lui non le dichiara il suo amore, spiazzandola; a seguito di una frode assicurativa attuata dalla Grey in buona fede per aiutare un paziente, Andrew decide di prendersi la colpa al posto suo. Durante il processo per la licenza medica di Meredith, lei gli confessa che se dovesse perdere l'abilitazione probabilmente metterebbe fine alla loro storia, dopo aver saputo la decisione della commissione e che quindi Meredith terrà la sua licenza, Andrew le dice di prendersi una pausa e di riflettere, perché sente che non lo tratta come se fosse al suo livello e che non si sente totalmente rispettato. Mentre si stanno lavando per un intervento, Link gli fa notare che non sono effettivamente allo stesso livello, che Meredith è a un livello molto più alto e questo spinge Andrew a voler parlare con Meredith e riappacificarsi. DeLuca si trova ad affrontare un caso complicato e chiama un'esperta in diagnostica per aiutarlo, ovvero la dottoressa Lauren Riley (interpretata da Shoshannah Stern). Mentre cerca di curare la paziente, Andrew comincia a manifestare diversi sintomi del bipolarismo di tipo 1, malattia da cui è affetto anche il padre. Durante la sedicesima stagione, contribuirà alle cure del dottor Webber e alla fine della stagione è visibilmente scosso ed esausto, conscio probabilmente di essere bipolare come il padre.
Nella diciassettesima stagione, Andrew è ormai uno strutturato e segue con attenzione la terapia e lo stile di vita adatto alla sua malattia; inoltre, aiuta la Dtt.ssa Altman a cercare le cure per Meredith, colpita dal Covid-19. Purtroppo però DeLuca non vedrà mai la collega e amica guarire, in quanto viene accoltellato mentre segue una trafficante di esseri umani già sfuggitagli una volta quando non era lucido a causa della malattia. Dopo due interventi il giovane dottore perde quindi la vita e appare in una visione a Meredith che durante il decorso del virus si trova in una specie di mondo spirituale. La Dott.ssa Grey lo saluta e lo vede raggiungere la mamma persa anni prima, conscia che se ne sia andato per sempre, ma in pace.

### Dr. Nathan Riggs
Nathan Riggs (interpretato da Martin Henderson; stagioni 12-14) è un chirurgo cardiotoracico, impulsivo ma competente, che nella dodicesima stagione arriva al Grey-Sloan Memorial per eseguire un'operazione su richiesta di April Kepner, che ha conosciuto durante l'esperienza di quest'ultima negli ospedali da campo in Giordania. Quasi subito dopo il suo arrivo viene assunto nel reparto di cardiochirurgia dell'ospedale, con a capo Maggie Pierce, con la quale si scontra spesso su come gestire i pazienti in arrivo. Sin dall'inizio mostra di avere dei dissapori irrisolti con Owen Hunt, infatti quest'ultimo arriverà a colpirlo con un pugno durante un litigio; tutto è dovuto al fatto che Owen lo incolpa della scomparsa della propria sorella anni prima. Durante la serie si innanora di Meredith Grey, ma tra loro sorgeranno fin da subito vari ostacoli (primo fra tutti il fatto che Meredith è ancora legata al defunto marito, Derek). La sorellastra di Meredith, Maggie, inoltre, durante la tredicesima stagione, si invaghisce dell'uomo, facendo sentire in colpa Meredith tanto da tenere segreta la relazione con lui. All'inizio della quattordicesima stagione inoltre torna il suo grande amore, Megan (sorella di Owen e fidanzata di Nathan quando lavoravano nell'esercito) che a differenza di quanto si credeva non è morta ma era stata rapita in Iraq, segregata per 10 anni ed è stata ritrovata solo ora. Nathan e Megan tornano quindi insieme, con la benedizione di Meredith che sprona l'uomo a correre dalla sua amata, dal momento che lui può farlo a differenza sua. La coppia decide quindi di trasferirsi a Malibù per cominciare una nuova vita insieme, anche con Farouk (figlio adottivo di Megan). Con il ritorno di Megan per il matrimonio di Owen e Teddy si scopre che lei e Nathan si sono lasciati.

### Dr. Levi Schmitt
Levi Schmitt (interpretato da Jake Borelli; stagione 16-in corso, ricorrente stagioni 14-15) è uno specializzando del primo anno al Grey-Sloan, piuttosto imbranato e soprannominato "Occhiali" dagli altri medici, a causa di un incidente nel quale fece cascare i propri occhiali da vista in un paziente aperto sul tavolo operatorio. Quando era appena arrivato, Jo Wilson ha un rapporto sessuale con lui, nel periodo di rottura con Karev. Frequenta lo stesso anno degli specializzandi Vik Roy, Sam Bello, Taryn Helm, Dahlia Qadri e Casey Parker. Durante la quindicesima stagione fa coming out, prendendo consapevolezza del proprio orientamento sessuale grazie a Nico Kim, un borsista di ortopedia, con il quale intraprende una relazione; nello stesso periodo Schmitt acquisisce maggiore consapevolezza di sé stesso e migliora anche in ambito medico. Durante la diciottesima stagione mentre opera da solo, il paziente muore e lui entra in crisi, lasciando la specializzazione. Tornerà dopo aver salvato la madre in un incidente domestico. Nella diciannovesima stagione diventa capo degli specializzandi, poiché è rimasto l'unico della sua classe.

### Dr. Thomas "Tom" Koracick
Thomas Koracick (interpretato da Greg Germann; stagione 16-17, ricorrente 14-15, guest 18-19) è un neurochirurgo, che è stato professore di Amelia Shepherd alla Johns Hopkins University, e che la donna chiama quando scopre di avere un tumore al cervello; Koracick la opera con successo e, in seguito al divorzio di Amelia, i due finiscono a letto insieme. Tom è un uomo dal carattere complesso, sembra uno sbruffone e un vero e proprio Don Giovanni, ma ha un passato doloroso alle spalle, in quanto ha perso suo figlio all'età di 10 anni. È anche un vecchio amico intimo di Catherine Fox, la quale lo ha aiutato nel difficile periodo del lutto; durante la quindicesima stagione, quando alla donna viene diagnosticato un tumore in stadio avanzato, Koracick la opera con l'aiuto di Amelia, salvandole la vita. Pur lavorando altrove, torna più volte al Grey-Sloan per diverse consulenze e per un progetto al quale collabora con la Shepherd. Nella quattordicesima stagione ha alcuni rapporti occasionali con April Kepner, quando quest'ultima affronta un periodo di crisi di fede, dal quale Tom la aiuta ad uscire; durante la quindicesima stagione intraprende una relazione con Teddy Altman, di cui si innamora nonostante questa sia incinta di Owen Hunt, e non ascolta i consigli di Amelia che lo mette in guardia dalla possibilità di uscire ferito da questa storia. Alla nascita della figlia di Teddy capisce che lei e Owen si sono messi insieme, ripete più volte a Teddy i suoi sentimenti ma lei lo rifiuta dicendo di amare Owen. A metà della sedicesima stagione Teddy si presenta nel suo hotel e hanno un rapporto sessuale. Sarà lui stesso a porre fine alla loro storia, dopo la continua indecisione di Teddy.
Durante la diciassettesima stagione, il dottore risulta positivo al COVID-19 che lo costringe alla quarantena. Guarito, nelle ultime puntate della stagione si trasferisce a Boston assieme a Jackson Avery e April Kepner.

### Dr. Atticus "Link" Lincoln
Atticus Lincoln (interpretato da Chris Carmack; stagione 16-in corso, ricorrente 15) è il nuovo chirurgo ortopedico, si fa chiamare da tutti "Link", e ha un fisico particolarmente prestante, tanto da attirare spesso le attenzioni su di sé; alquanto competente nel suo settore, di frequente sembra essere precipitoso e superficiale a causa del suo modo di ragionare e agire molto velocemente. È un vecchio amico e compagno del college di Jo Wilson, dalla quale si era allontanato non sapendo degli abusi che la ragazza subiva dal primo marito Paul. Sin dal suo arrivo, Link si mostra particolarmente interessato a Meredith, anche su spinta di Jo, e ci prova varie volte con la donna, la quale però inizialmente lo rifiuta bruscamente; in seguito si innesca una sorta di triangolo amoroso tra lui, Meredith e Andrew DeLuca, l'altro pretendente della Grey, dal quale Link viene sconfitto. L'atteggiamento di Lincoln è sempre sorprendentemente positivo, anche davanti alle situazioni peggiori, in quanto quando era soltanto un bambino gli fu diagnosticato un grave tumore, e l'aver sconfitto una battaglia così grande lo spinge a voler vedere sempre il lato bello della vita. Verso la fine della quindicesima stagione Link va a letto con Amelia Shepherd, dopo che i due si incontrano casualmente a un convegno a San Diego; in seguito si trovano ad affrontare insieme le sorelle di Amelia e lui prende le sue difese, da quel momento la relazione tra i due si evolve sempre più, tanto da spingere Link a chiedere ad Amelia se il suo rapporto con l'ex marito Owen sia definitivamente finito e se il rapporto che stanno costruendo sia serio o meno. Quando Amelia scopre di essere incinta, nasce il problema di chi sia il padre, dato che al momento del concepimento Amelia aveva avuto rapporti sessuali sia con Owen che con Link, e nonostante entrambi gli uomini la esortino a fare il test di paternità, per Amelia sono necessari diversi mesi per decidere a farlo, durante i quali Owen si riavvicina a Teddy mentre Link sembra voler fare sul serio sempre di più. Dopo settimane, alla fine, Amelia rivela a Link di aver fatto il test ma di non aver bisogno di sapere il risultato perché, comunque vadano le cose, lei intende crescere il bambino da sola assieme alle sorelle. Link inizialmente è rattristato dalla notizia, ma poi Jo gli fa capire che ciò che Amelia sta facendo è dargli l'opportunità di scegliere dato che la loro relazione è iniziata in pratica assieme alla gravidanza, allora Link si presenta da Amelia e le comunica che l'ama e vuole stare con lei, chiunque sia il padre del bambino. In risposta Amelia lo bacia, gli dice che ricambia e gli comunica che il test ha rivelato che il bambino è suo. Qualche mese dopo Amelia entra in travaglio, ma Link non può assistere alla nascita del figlio perché impegnato con la sostituzione della protesi d'anca di Richard Webber. Dopo la nascita di Scout Link si trasferisce a casa di Meredith ed accudisce i suoi figli durante il coma della Grey insieme ad Amelia. Quando lui però decide di farle la proposta di matrimonio, la donna si spaventa e lo lascia. I due si lasciano definitivamente quando Amelia instaura una relazione con Kai e Link, depresso, si appoggia sempre più alla sua amica Jo. I due hanno anche una relazione sessuale, interrotta quando lei si sente coinvolta sentimentalmente.

### Dr. Hayes
Cormac Hayes (interpretato da Richard Flood; stagioni 17 - 18, ricorrente 16) è il primario di pediatria che sostituisce Karev. È un irlandese vedovo e viene mandato a Seattle da Cristina come "regalo" per Meredith (Cristina via SMS lo soprannomina Mcwidow). Sembra instaurare una relazione con Meredith ma i figli di lui non vogliono che il padre si trovi un'altra donna. Ha un rapporto di amicizia con Jo, in quanto lei viene spesso in pediatria a trovare la piccola Luna. Nella diciottesima stagione dopo un incidente d'auto con Teddy ed Owen, quest'ultimo gli confessa di aver dato dei medicinali ad un veterano per porre fine alla vita. Cormac, per denunciarlo, decide di andarsene dall'ospedale e tornare in Irlanda dopo aver effettuato il trapianto di cuore di Farouk, figlio di Megan.

### Dr. Ndugu
Winston Ndugu (interpretato da Antony Hill; stagioni 18- in corso, guest 17) è un medico cardiochirurgo che è stato specializzando di Maggie in un altro ospedale. I due si reincontrano ad un convegno dove lui le confida di essere sempre stato innamorato di lei. Winston e Maggie intraprendono una relazione a distanza finché lui, durante la pandemia, viene assunto al Grey-Sloan dalla Bailey. Alla fine della diciassettesima stagione i due si sposano sulla spiaggia. Nella diciottesima stagione, però, si fa vivo suo fratello, un truffatore che lo aveva fatto andare in prigione anni fa. Questo crea una piccola crisi tra lui e Maggie, soprattutto perché vengono entrambi derubati.

## Personaggi secondari

### Personale dell'ospedale
- Olivia Harper (interpretata da Sarah Utterback; stagioni 1-3, guest 4, 6, 14) è un'infermiera del Seattle Grace Hospital. Durante le prime stagioni della serie ha delle relazioni prima con Alex Karev e poi con George O'Malley, a poca distanza l'uno dall'altro. Tant'è che dopo essere stata contagiata con la sifilide da Alex, Olivia la trasmette a George. Per questa ragione nella versione originale in lingua inglese, Meredith, Izzie e Cristina la soprannominano Syph Nurse. La ragazza è sinceramente innamorata di George all'inizio, ma lui la ferisce quando la rifiuta perché era stata con Alex. Nelle stagioni successive Alex tradisce più volte la fidanzata Izzie Stevens avendo rapporti sessuali con Olivia. All'inizio della sesta stagione, viene licenziata a causa dei tagli ai fondi seguiti alla fusione del Seattle Grace Hospital col Mercy West Hospital. Compare nuovamente nella quattordicesima stagione, in quanto durante una visita ai suoi genitori che vivono a Seattle, suo figlio Milo ingerisce per sbaglio un telefono. A causa di questo il bambino ha i bronchi ostruiti e non riesce a respirare bene, così Oliva decide di portarlo nel suo vecchio posto di lavoro, dove in pediatria rincontra Alex, ora primario del reparto. Mentre al bambino viene rimosso il corpo estraneo senza complicazioni, la ragazza fa la conoscenza di Jo, l'attuale fidanzata di Karev e la mette in guardia riguardo al suo passato da donnaiolo; tuttavia si renderà presto conto che Karev è cambiato davvero molto, pur non mancando di sottolineare ad Alex che Jo sia una ragazza troppo buona per lui, che le risponde di saperlo già.
- Dr.ssa Sydney Heron (interpretata da Kali Rocha; stagioni 3-4, 21, guest 2) è una specializzanda al quarto anno presso il Seattle Grace Hospital che nel periodo di maternità di Miranda Bailey diventa la responsabile degli specializzandi al primo anno Meredith Grey, Cristina Young, Isobel Stevens, Alex Karev e George O’Malley. Sydney si contraddistingue per la sua frizzante personalità eccessivamente allegra e vivace, a causa della quale si scontra spesso con i suoi colleghi e con gli specializzandi, in particolare con Cristina Yang. Durante una chiacchierata con Izzie Stevens, a seguito della morte di Denny Duquette, Sydney confessa che il suo atteggiamento forzatamente positivo deriva da un esaurimento nervoso che ebbe dopo aver perso un giovane paziente che aveva in cura: da allora decise di sorridere sempre e farne la sua maschera. Nonostante questo suo carattere esuberante che spesso la rende strana agli occhi esterni, si dimostra un abile chirurgo. Durante la quarta stagione entra in competizione con Miranda Bailey e Calliope Torres per la posizione di specializzando capo. Nel corso della quarta stagione, durante la separazione tra Meredith e Derek, quest'ultimo spinto da Mark, affronta diversi appuntamenti, tra cui uno, alquanto esilarante, con Sydney, la quale però dirà all'uomo di non pensare che sia la persona che sta cercando, ma che questo non influirà sul loro lavoro. Dopo la quarta stagione il suo personaggio non si vedrà più, ed essendo all'epoca verso la fine del suo internato si suppone che abbia intrapreso il proprio lavoro da chirurgo in altri ospedali, ma non sappiamo in quale ramo abbia scelto di specializzarsi.
- Dr.ssa Katherine Wyatt (interpretata da Amy Madigan; stagioni 4, guest 5-6) è una psichiatra del Seattle Grace Hospital ed è la terapista di Meredith Grey, Erica Hahn e Owen Hunt.
- Dr. Steve Mostow (interpretato da Mark Saul; stagioni 4-6 guest 7-8) è uno specializzando in chirurgia che al suo primo anno di internato viene seguito dalla specializzanda più anziana Cristina Yang. Ha una relazione con la collega Megan Nowland, con la quale si sposa e ha un figlio. Licenziato dopo la fusione tra Seattle Grace e Mercy West, viene riassunto da Derek Shepherd nel periodo in cui è primario di chirurgia.
- Dr. Megan Nowland (interpretata da Molly Kidder; stagioni 4-6) è una specializzanda in chirurgia che al suo primo anno di internato viene seguita dalla specializzanda più anziana Meredith Grey. Ha una relazione con il collega Steve Mostow, con il quale si sposa e ha un figlio. Il periodo di maternità coincide con la fusione tra Seattle Grace e Mercy West, quindi Megan è tra i primi specializzandi a essere licenziati, ma successivamente viene riassunta da Derek Shepherd.
- Rose (interpretata da Lauren Stamile; stagioni 4 guest 5) è un'infermiera del Seattle Grace Hospital che spesso lavora nella sala operatoria di Derek Shepherd, con il quale incomincia una relazione durante un periodo di separazione tra Derek e Meredith. Dopo un po' di tempo Derek la lascia per tornare con Meredith, ma Rose non prende bene la fine della relazione e non riuscendo più a lavorare con serenità a fianco del neurochirurgo decide di cambiare reparto.
- Dr. Sadie Harris (interpretata da Melissa George; stagione 5) è una vecchia amica e compagna di studi di Meredith Grey che arriva al Seattle Grace Hospital per svolgere il tirocinio in chirurgia. Si invaghisce di Calliope Torres, e diventa grande amica di Lexie Grey. Ha delle gravi carenze nella conoscenza teorica della medicina, di cui si accorge solo George O'Malley, che la convince a licenziarsi. Prima di andare confessa a Meredith di non aver nessuna laurea, ma di essere arrivata al Seattle Grace sperando che l'amica potesse aiutarla a colmare le sue lacune.
- Dr. Swender (interpretata da Kimberly Elise; stagione 5) è una chirurga specializzata in chirurgia oncologica che propone un trattamento particolare, l'IL-2, per la cura del cancro di Izzie Stevens.
- Dr.ssa Reed Adamson (interpretata da Nora Zehetner; stagione 6) giunge come nuova specializzanda al SGMW dopo la fusione del Seattle Grace con il Mercy West. Inizialmente è in rapporti ostili con Alex Karev con il quale è in continuo scontro, ma poi se ne innamora. La sua migliore amica è April Kepner, nonostante ciò confesserà quando le verrà chiesto nell'episodio “Ho visto ciò che ho visto” chi secondo lei avesse sbagliato la procedura. Morirà nel penultimo episodio della sesta stagione a causa di Gary Clark, giunto in ospedale per uccidere Derek, Richard e Lexie. A trovare il suo corpo sarà proprio April, la quale rimarrà sconvolta.
- Dr. Charles Percy (interpretato da Robert Baker, stagione 6) giunge come nuovo specializzando al SGMW dopo la fusione del Seattle Grace con il Mercy West. Ingannerà Izzie Stevens facendole credere di essere suo amico, ma parlandole alle spalle con i suoi amici, ciò destabilizzerà la Stevens che rischia di uccidere una paziente. Nel corso della stagione si invaghisce di Reed nonostante lei non lo noti. Morirà nell'ultimo episodio della sesta stagione per mano di Gary Clark quando scoprirà che anche lui è un chirurgo, soccorso da Mary e Miranda, perirà fra le mani di quest’ultima. Jackson Avery era uno dei suoi migliori amici.
- Dr. Robert Stark (interpretato da Peter MacNicol; stagione 7) è un chirurgo pediatrico che diventa responsabile del reparto di chirurgia pediatrica nel periodo in cui la dottoressa Arizona Robbins parte per una borsa di studio in Africa. È un chirurgo arrogante e incompetente, che non ha molta simpatia per Alex Karev, specializzando molto più preparato di lui. Si invaghisce di April Kepner che però lo respinge a causa della grande differenza di età. Essendo stato assunto a tempo determinato, al termine del periodo non viene riassunto e il suo ruolo è ripreso da Arizona.
- Dr.ssa Lucy Fields (interpretata da Rachael Taylor; stagione 7) è una strutturata del Seattle Grace Mercy West Hospital, specializzata in ostetricia e ginecologia. È la ginecologa incaricata di seguire la gravidanza della figlia di Arizona, Callie e Mark. Inoltre sarà la ginecologa di Meredith e di Cristina. Ha una relazione con Alex, lei all'inizio non lo sopporta, poiché definisce rapa un suo paziente cerebralmente morto. A poco a poco la dottoressa Fields capisce che Alex aveva commesso un errore e che dietro quella maschera da duro c’era un ragazzo dal cuore d’oro. I due si misero insieme, ma la relazione terminò rovinosamente quando lei fraintese Alex, pensando che lui fosse disinteressato della sua presenza o meno a Seattle, accettando il lavoro in Africa nella clinica Namboze, che lui aveva precedentemente rifiutato per rimanere a Seattle con lei. Lucy, capito il suo errore, prova a rimediare, ma Alex la manda al diavolo.
- Dr. Andrew Perkins (interpretato da James Tupper; stagione 7) è uno psicologo che si occupa di fare terapia al personale ospedaliero coinvolto nella sparatoria di Gary Clark. Ha il compito di abilitare i chirurghi a tornare in sala operatoria solo dopo aver accertato il superamento dello shock e la loro stabilità psicologica. Le ultime a essere abilitate al ritorno alla professione chirurgica sono Lexie, Cristina e Meredith. Durante il suo operato al Seattle Grace Hospital, Andrew si fidanza con Teddy Altman ma la loro storia finisce quando lui si trasferisce in Germania per lavoro e lei rimane a Seattle perché innamorata di Henry Burton.
- Dr.ssa Morgan Peterson (interpretata da Amanda Fuller; stagione 8) è una specializzanda in chirurgia, al primo anno di internato, che viene seguita da Alex Karev. È fidanzata con uno specializzando di un altro ospedale con il quale aspetta un bambino. La gravidanza si complica e Morgan partorisce un figlio prematuro di nome Thomas che, a causa dei gravi problemi a molti organi del corpo, viene più volte operato da Arizona Robbins e Alex Karev. Abbandonata dal fidanzato, Morgan si appoggia all'aiuto di Alex del quale presto si innamora. Capito l'interesse sentimentale di Morgan nei suoi confronti, Alex prende le distanze da lei e dal bambino. Successivamente Alex si riavvicina a Morgan quando quest'ultima deve affrontare la morte del piccolo Thomas, che non sopravvive ai numerosi gravi problemi di salute.
- Dr. Jason Myers (interpretato da Charles Michael Davis; stagione 9) è uno specializzando di ginecologia. Ha una relazione con Jo Wilson e per questo motivo ha un rapporto conflittuale con Alex Karev, che è innamorato della ragazza. A causa di un litigio, picchia la fidanzata che, però, non subisce e lo picchia a sua volta e con violenza ancora maggiore. Prima che Jason possa muovere accuse, Alex riesce a convincerlo a non denunciarla facendogli presente come chiunque, nonostante le ferite di lui siano più gravi, non farà altro che vedere una donna che si è difesa da un uomo violento.
- Dr.ssa Heather Brooks (interpretata da Tina Majorino; stagione 9, guest 10) è una delle nuove specializzande al Grey Sloan Memorial Hospital. È solita parlare della propria vita e fare commenti non autorizzati. Ha un talento naturale per la neurochirurgia. Ama i chewing-gum. Viene ritenuta da tutti una ragazza strana, anche da Derek, ma questo suo atteggiamento serve per nascondere la sua insicurezza. Morirà nel tentativo di salvare Richard Webber, fulminato come lei durante il blackout dovuto alla tempesta.
- Matthew Taylor (interpretato da Justin Bruening; stagioni 9-10, 14) è un paramedico che instaura una relazione con April Kepner, con la quale condivide il principio religioso della sessualità dopo il matrimonio. Alla fine della nona stagione chiede ad April di sposarlo e la ragazza accetta la proposta. Nella decima stagione, viene lasciato sull'altare da April, che decide di scappare con Jackson Avery. Si sposerà e avrà una figlia, ma la moglie morirà durante il parto. Nella quattordicesima stagione April e Matthew si sposeranno, ma nella diciassettesima stagione si scoprirà che i due si sono separati.
- Dr. Lauren Boswell (interpretata da Hilarie Burton; stagione 9) è un medico specialista craniofacciale che aiuta Arizona Robbins per un intervento su un bambino. Si mostra interessata ad Arizona e ha un rapporto sessuale con lei. Quando la scappatella viene scoperta, Callie la fa trasferire in un altro ospedale.
- Dr. Isaac Cross (interpretato da Joe Adler; stagioni 11-13) è uno specializzando del Gray-Sloan memorial. Non risulta esser un personaggio particolarmente brillante, durante il suo internato viene ricoverato per una diverticolite, che poi si rivela essere un sintomo della tubercolosi. Cross guarirà e riprenderà il suo lavoro. All'inizio della 14 stagione sparirà senza che ci vengano spiegati i motivi. È uno dei compagni di corso di Andrew De Luca ed ha una cotta per Jo Wilson.
- Dr. Mitchell Spencer (interpretato da Joe Dinicol; guest stagione 11-12) è uno specializzando in chirurgia, al primo anno di internato.
- Dr.ssa Nicole Herman (interpretata da Geena Davis; stagione 11, guest 14) è il primario di chirurgia fetale al Grey-Sloan memorial. La dottoressa Herman convince la dottoressa Arizona Robbins a specializzarsi in chirurgia fetale, affidandole la borsa di studio vacante. Con Arizona, Nicole, si dimostra molto spesso severa ed a metà del percorso la minaccia di licenziarla poiché dice di non avere tempo per aspettarla, rivelandole di avere un tumore al cervello inoperabile e che le restavano solo 6 mesi di vita. Nicole in quei 6 mesi voleva trasmettere tutta la sua conoscenza in un campo nuovo come la chirurgia fetale ad Arizona. Arizona segretamente si rivolge alla dottoressa Amelia Sheperd la quale afferma di poter eliminare il tumore, inizialmente Nicole si rifiuta poiché troppe volte aveva sperato di guarire in maniera vana ed ormai aveva perso la speranza. Alla fine però accetta di essere operata, ma solo nel momento in cui il tumore avrebbe raggiunto la parte del cervello riguardante la vista, quindi prima di essere inoperabile, tutto ciò per avere il maggior tempo possibile per trasmettere i suoi insegnamenti ad Arizona. A seguito di un lungo e complicato intervento l'intero tumore viene rimosso, nonostante ciò a causa di un ictus per diversi giorni non si risveglia, al suo risveglio la dottoressa Herman non mostra deficit mentali ma ha completamente perso la vista. Nicole prima di essere trasferita al Blind Institute ringrazia Arizona per averla convinta a sottoporsi all'intervento. Nella quattordicesima stagione ritorna a Seattle poiché avverte dei forti mal di testa, scoperta una perdita di liquido celebro spinale Amelia le applica uno shunt. Dopo aver lasciato la chirurgia, ha ottenuto una posizione di insegnante di chirurgia fetale facoltà presso l'UCSF. Ottiene una borsa di studio da HHS e decide di aprire a New York, con Arizona Robins, una clinica la quale si occupi della salute delle donne, un centro in cui Nicole avrebbe potuto insegnare ed Arizona svolgere operazioni.
- Dr.ssa Penelope “Penny” Blake (interpretata da Samantha Sloyan; stagione 12, guest 11 stagione) è una specializzanda del Gray-Sloan memorial, trasferitasi dal Dillard medical center. Penny nella stagione 11 è uno dei dottori di guardia al pronto soccorso del Dillard medical center quando arriva Derek Shepherd a seguito di un incidente automobilistico. Derek aveva diverse ferite tra cui una alla testa, Penny si batte nonostante sia una specializzanda per fare una TC cranica, ma lo strutturato di turno Paul Castello si rifiuta dando la precedenza alle ferite addominali. Durate l'operazione Castello si ricorda della ferita alla testa, ma ormai è troppo tardi poiché il neurochirurgo non è in servizio e prima del suo arrivo passerà troppo tempo. Derek morirà, dopo la sua morte Penny e Meredith avranno un acceso dialogo in cui Meredith le dice che Derek sarà il paziente che vedrà in ogni suo futuro paziente e che la aiuterà a crescere come medico. Nella dodicesima stagione durante una cena di festeggiamenti a casa di Meredith si scopre che Callie ha una relazione con Penny, Callie è all'oscuro del fatto che Penny lavorasse nell'ospedale in cui è morto Derek, questa storia esce solo quando si scopre che Penny si trasferirà al Gray-Sloan Memorial, Penny decide allora di scappare dalla cena, dicendo che avrebbe chiesto il trasferimento, ma Meredith glielo impedisce dicendo che lunedì la avrebbe aspettata al lavoro. All'inizio il rapporto lavorativo è conflittuale con Meredith che sfoga tutta la sua rabbia su di lei finché Penny non l'affronta dicendole che non si sarebbe arresa. A poco a poco Penny mostra le sue abilità diventando la migliore del suo corso, soprattutto nell'ambito neurologico, superando Stephanie Edwards. Alla fine dell'anno partecipa alla concorso per vincere la borsa di studio per il Preminger Research Center a New York, Penny vince e si trasferisce a New York con Callie e Sofia. Nella quattordicesima stagione scopriamo che la sua relazione con Callie è terminata poiché Callie ed Arizona si stanno riavvicinando.
- Dr.ssa Sam Bello (interpretata da Jeanine Mason; stagione 14) è una specializzanda del Grey-Sloan Memorial. Originaria di El Salvador, si è trasferita in Florida con la madre e la sorella dopo la morte del padre, ucciso nel portico di casa. La dottoressa Bello e il dottor De Luca in precedenza hanno avuto una relazione, terminata in malo modo. Tra i due fra le corsie del Grey-Sloan rinascerà la passione ed i due diventeranno una coppia. Tra i suoi compagni di corso si dimostrerà la più brillante, ma sarà costretta a scappare in Svizzera a Zurigo, dove lavorerà per Cristina Yang al Klausman Institute for Medical Research. Sam sarà costretta a questa fuga per evitare di essere deportata nuovamente ad El Salvador per aver involontariamente passato con il rosso un semaforo. La fine della permanenza al Grey-Sloan Memorial segnerà anche la fine della sua relazione con De Luca, che inizialmente intendeva seguirla, ma poi Sam lo convince a non mollare tutto per lei.
- Dr. Vikram “Vik” Roy (interpretato da Rushi Kota; stagioni 14-15) è uno specializzando del Grey-Sloan Memorial. Caratterizzato da un atteggiamento molto spavaldo e arrogante nonostante, alla prova dei fatti, si riveli spesso poco capace sotto pressione. Verrà licenziato due volte dall'ospedale, la prima volta Roy è tra i dottori che mangia i biscotti contenenti erba che Arizona distribuisce durante le presentazioni di un concorso chirurgico organizzato da Jackson. Roy decide di non avvisare di aver mangiato i biscotti, a causa di ciò entrerà in uno stato confusionale che lo porterà a ferirsi al braccio con un bisturi. Il dottor Weber scoperto il motivo del suo errore decide di licenziarlo. Vik assunto il fratello avvocato, minaccia di denunciare l'ospedale per licenziamento illegale, la Bailey decide allora di riassumerlo in prova per un anno, sotto però il suo stretto controllo. Viene licenziato una seconda volta dal capo ad interim Alex Karev accusato di negligenza, dopo essersi rifiutato di assumersi le conseguenze della morte del suo paziente Tad, lasciato a sanguinare dal naso su un lettino del pronto soccorso per ore, dimenticandosi di lui se non quando ormai è troppo tardi. Durante il suo internato ha una relazione con April Kepner nel periodo in cui lei a seguito della morte della moglie di Matthew Taylor ha una momentanea perdita della fede.
- Dr.ssa Taryn Helm (interpretata da Jaicy Elliot; stagioni 14-in corso) è una specializzanda del Grey-Sloan Memorial. Ha una forte amicizia con il dottor Schimitt ed una cotta impossibile per Meredith Grey. Negli anni verrà più volte scoraggiata a provarci con lei, prima da Carina DeLuca al matrimonio di Jo ed Alex e poi da Cece, una paziente che si occupa di procurare appuntamenti ai suoi clienti. Taryn avrà un legame molto forte con la paziente Cece e risentirà molto della sua morte. La sua amicizia con Schimitt vacillerà dopo che lui testimonierà contro Meredith durante il processo per toglierle la licenza medica, ma i due si riappacificheranno dopo che la dottoressa Helm rischierà la vita a causa di un'auto schiantata contro il bar in cui erano soliti recarsi i dottori del Grey-Sloan. Inoltre sempre in quella occasione in stato confusionale la dottoressa Helm dichiara a Meredith il suo amore per lei. Nella diciassettesima stagione dichiara di aver contratto una forma sintomatica lieve di COVID-19. Nella diciannovesima stagione la ritroviamo a fare la barista dopo la chiusura del programma di specializzazione.
- Dr. Caesy Parker (interpretato da Alex Blue Davis; stagioni 14-16) è uno specializzando del Grey-Sloan Memorial. Il dottor Parker ha lavorato nel reparto di cyber security per l'Air Force e dopo aver visto i chirurghi lavorare mentre era ferito, ha deciso di lasciare l'esercito per fare medicina. Durante l'attacco hacker svolge un ruolo fondamentale per ripristinare il normale funzionamento dei sistemi dell'ospedale, violando il divieto che gli era stato imposto dalle forze dell'ordine di non manipolare i sistemi informatici, né di consentire o consentire a qualcun altro di farlo. Parker viola questo ordine poiché la Bailey gli promette che nessuno scoprirà il suo operato. Parker aveva questo obbligo poiché era stato arrestato per aver hackerato il DMV per cambiare il suo sesso sulla licenza da femmina, il suo precedente sesso, a maschio perché il luogo in cui viveva precedentemente non gli permetteva di farlo. Insieme a Maggie condivide il segreto della gravidanza di Teddy Altman. Ha aiutato Jo a ritrovare la sua madre biologica. Ha una ragazza di cui non sappiamo nulla. È anche lui una delle vittime dell'incidente del bar nella sedicesima stagione, a seguito dell'incidente entra in uno stato confusionale, convinto di essere ancora nell'esercito e di aver subito un attacco terroristico, scappa e viene ritrovato nella camera iperbarica che pensava essere un bunker anti-atomico da Teddy ed Amelia. Teddy lo rassicurerà per poi trasferirlo al reparto NeuroICU. Nella diciassettesima stagione non appare, ma non vengono specificati i motivi.
- Dr.ssa Dahlia Qadri (interpretata da Sophia Taylor Ali; stagioni 14-16) è una specializzanda del Grey-Sloan Memorial. Il suo tratto distintivo è l'hijab simbolo della sua fede che Dahlia si toglie sono una volta in tutta la serie per rallentare un'emorragia improvvisa di un paziente, gesto che colpì molto Owen Hunt, il quale ci tenne personalmente a farglielo pulire. Dahlia dopo il licenziamento di Meredith Grey viene trovata in un corridoio in lacrime dalla dottoressa Bailey, Dahlia le spiega con tono sgarbato che era venuta al Grey Sloan per imparare da Meredith e sapeva che anche molti altri specializzandi lo avevano fatto e che quindi era sconvolta dal fatto che la dottoressa Bailey l'avesse licenziata. Bailey innervosita dai modi della specializzanda decide di licenziarla. Ha una cotta per Jackson Avery che decide di nascondere durante il matrimonio di Jo ed Alex, quando scopre che ha una relazione con Maggie.
- Dr.ssa Carina DeLuca (interpretata da Stefania Spampinato; stagione 14-in corso), è una ginecologa ed è la sorella di Andrew. Viene assunta al Seattle Grey-Sloan Memorial Hospital per poter lavorare alla sua ricerca sul cervello femminile legata a stimoli per orgasmi tramite masturbazione, ed è grazie a tale ricerca che scopre il tumore al cervello di Amelia, che si era presentata come volontaria alla ricerca. Durante la stagione incomincia una relazione amorosa con Arizona Robbins la quale la lascia per l'arrivo della figlia. In seguito ha un flirt con Owen Hunt. Secondo Andrew, ogni volta che lui fa amicizia con una donna, prima o poi Carina ci andrà a letto. Durante la sedicesima stagione vive, assieme a Meredith, il timore che Andrew soffra di disturbo bipolare, di cui soffriva anche il loro padre. Aiuterà il fratello a curarsi. Nella diciassettesima stagione lo cercherà di aiutare a prendere un trafficante di organi, ma quest'ultimo accoltella a morte il ragazzo. In seguito Carina conosce una pompiere con cui si sposa. Diventa pertanto protagonista della serie Station 19.
- Dr. Nico Kim (interpretato da Alex Landi; stagione 15-in corso) è un chirurgo del Grey-Sloan Memorial specializzato in ortopedia. È di origini coreane e parla il coreano. Si innamora di Levi, per poi rifiutarlo quando scopre che per lui è la sua prima esperienza omosessuale. Dopo qualche giorno tra i due scatta la scintilla e si mettono insieme. La loro relazione è spesso travagliata poiché lui tende a manifestare poco i suoi sentimenti, mentre Levi gli esterna sempre. La prima crisi di coppia avviene quando Nico inizia a cercare lavoro per l'anno successivo, quando la borsa al Grey-Sloan terminerà, ad incrinare ulteriormente il loro rapporto vi è la perdita di un paziente da parte di Nico, Josh Sterman, al quale viene iniettato in maniera sbagliata del cemento nella colonna. Questa perdita porterà Nico ad essere scontroso con chiunque. Superata questa prima crisi la loro relazione termina quando Nico decide di accettare il lavoro che gli offre Link nei Mariners senza consultare Levi. Nella diciassettesima stagione lo ritroviamo al Grey-Sloan come chirurgo ortopedico e con Levi rinasce la passione.
- Dr. Blake Simms (interpretato da Devin Way; stagione 16) è uno specializzando all'ultimo anno del Grey-Sloan Memorial. Arriva a Seattle su espressa richiesta di Tom Koracik dall'ospedale Johns Hopkins Hospital di Baltimora, è il suo specializzando prediletto a cui è molto legato. Blake è orfano ed è cresciuto con sua nonna, che rivela che Tom ha finanziato il loro trasferimento a Seattle. Blake nell'incidente del bar rimane gravemente ferito con diverse fratture facciali, fortunatamente si salva e il suo viso viene ricostruito in maniera perfetta da Jackson Avery. Non è presente nella diciassettesima stagione, ma non viene spiegato il motivo per cui lascia il GSMH.
- Dr. Zander Perez (interpretato da Zaiver Sinnett, stagione 16-in corso) è uno specializzando del Grey-Sloan Memorial. È uno degli specializzandi del Pac-North, l'ultimo ospedale di Seattle dove Alex Karev e Richard Webber lavorano per un breve periodo dopo essere stati licenziati dal Grey-Sloan Memorial. Zander è uno degli specializzandi che si sposta al Grey-Sloan Memorial dopo la fusione con il Pac-North, avvenuta dopo l'acquisizione da parte di Catherine Fox del suddetto ospedale. Zander stima molto Richard Webber, mentre lui lo sopporta poco poiché spesso commette errori banali.
- Dr.ssa Lauren Riley (interpretata da Shoshannah Stern, stagione 16) è una dottoressa muta che spesso parla in lingua dei segni americana[2].
- Dr.ssa Eliza Minnik (interpretata da Marika Domińczyk, stagione 13) è una dottoressa assunta da Catherine Avery e Miranda Bailey per migliorare il programma di insegnamento degli specializzandi. Eliza inizia imponendo il suo metodo di insegnamento e a causa dello stesso si scontra più volte con Richard Webber. Inizia inoltre una relazione amorosa con Arizona Robbins. Viene licenziata a seguito di un'esplosione avvenuta nell'ospedale, provocata dalla specializzanda Stephanie Edwards (con cui aveva avuto un dissidio) per salvare lei e una bambina da un uomo armato, visto che Eliza non aveva avvisato i pompieri della specializzanda dispersa e per aver portato problemi tra i medici dell'ospedale.
- Dr.ssa Virginia Dixon (interpretata da Mary McDonnell, stagione 5) è una cardiochirurga nota per aver un tasso molto basso di mortalità, viene chiamata al Seattle Grace da Webber nel tentativo di rimpiazzare Burke. È affetta dalla sindrome di Asperger e non apprezza l'ospedale finendo per andarsene.

### Famiglia Grey
- Dr. Ellis Grey (interpretata da Kate Burton: stagioni 1-3, 11, 18, guest 8, 14-15, 19) è la madre di Meredith Grey, affetta da morbo di Alzheimer in avanzato stadio, a causa del quale ha terminato la sua brillante carriera di chirurgo. Infatti Ellis è una leggenda della chirurgia, in quanto artefice di numerose ricerche mediche e operazioni d'avanguardia, tra le quali spicca la pionieristica Laparoscopia Metodo Grey. In giovinezza ha avuto una relazione extraconiugale con Richard Webber (del quale era molto innamorata) che ha provocato la fine del matrimonio con Thatcher Grey (padre di Meredith). Ellis ha sempre avuto un rapporto difficile con Meredith, in quanto era una donna concentrata totalmente sulla carriera, abbastanza fredda e poco presente con la figlia, tanto che una volta, in preda alla demenza, Ellis dirà apertamente a Meredith (che non riconosce) di rimpiangere di aver avuto una figlia. Il rapporto madre-figlia ha influito notevolmente sulla formazione caratteriale e sulla vita di Meredith, spingendola a una tendenza all'isolamento e all'autodistruzione che la figlia riuscirà ad affrontare solo durante la specializzazione. Durante la serie viene ricoverata più volte al Seattle Grace Hospital a causa della sua malattia, che le fa credere di lavorare ancora come chirurgo e di avere ancora un relazione con Richard Webber. Inoltre Ellis non riconosce quasi mai la figlia Meredith. Muore nella terza stagione, mentre Meredith è in coma a causa di un incidente. Successivamente, la ragazza si sveglia dal coma proprio dopo un'apparizione della madre che la sprona a combattere per la vita. Quando Cristina Yang decide di abortire, Meredith la sostiene anche perché consapevole che l'amica, essendo molto simile a Ellis, non sarebbe riuscita ad essere una brava madre. Nella realtà parallela, mostrata nel tredicesimo episodio dell'ottava stagione, Ellis Grey è il primario di chirurgia del Seattle Grace Hospital, è sposata con Richard Webber e ha un rapporto leggermente più sereno con Meredith. Nel finale della decima stagione, Webber scopre che il nuovo responsabile di cardiochirurgia, la dottoressa Maggie Pierce, è la figlia di Ellis Grey data in adozione della quale nessuno conosceva l'esistenza. Nell'undicesima stagione Meredith, ricordando il proprio passato e leggendo i diari della madre, conclude che il periodo in cui la madre, dopo essere stata lasciata da Richard e aver lasciato Thatcher, se ne andò assieme a lei anche per poter nascondere a tutti la gravidanza, da cui sarebbe nata Maggie. Nella diciottesima stagione viene trovata una lettera indirizzata a Maggie, in cui spiega il motivo per cui viene data in adozione.
- Thatcher Grey (interpretato da Jeff Perry: stagione 3, guest 2, 4-7, 15) è il padre di Meredith Grey ed ex marito di Ellis Grey, con la quale è stato sposato per circa sette anni, fino a quando scopre la relazione tra Ellis e Richard Webber. Dopo la separazione da Ellis, lascia la casa di famiglia e non vede più Meredith per circa vent'anni. Negli anni di assenza dalla vita della figlia, Thatcher si rifà una famiglia sposandosi con Susan e avendo altre due figlie, Molly e Lexie (studentessa di medicina che poi diventerà collega di Meredith). Riavvicinatosi a Meredith, Thatcher fa fatica a recuperare un rapporto con lei, rapporto che si spezza totalmente quando, in seguito alla morte di Susan, avvenuta al Seattle Grace, l'uomo schiaffeggia la figlia accusandola di aver ucciso la moglie. Dopo quest'incidente Thatcher diventa un alcolista e allontana dalla sua vita anche Lexie, l'unica rimastagli ancora vicino che, persa la speranza che l'uomo ce la faccia anche col suo aiuto, lo abbandona e va a vivere da Meredith. Successivamente viene ricoverato due volte al Seattle Grace, prima a causa di un trapianto di fegato e poi a causa di un'ostruzione ureterale causata da un calcolo renale. Durante quest'ultimo ricovero è accompagnato dalla sua giovane fidanzata, con grande sorpresa delle figlie Meredith e Lexie. Dopo la morte di Lexie, Meredith e Thatcher si allontanano ancora di più, ma l'uomo riesce a restare sobrio. Durante il funerale di Derek Shepherd, Thatcher si presenta, ma consapevole di non avere parole di conforto per la figlia, non si fa vedere da lei. Qualche anno dopo, Meredith viene avvertita che Thatcher è affetto da leucemia mieloide acuta in fase terminale: dopo qualche titubanza, la dottoressa va a trovarlo nella struttura in cui è ricoverato, dove i due riescono ad aprirsi e a riconciliarsi, parlando anche di Maggie, verso cui l'uomo non prova rancore, prima che egli esali l'ultimo respiro.
- Susan Grey (interpretata da Mare Winningham: stagioni 3 guest 2) è la seconda moglie di Thatcher Grey e madre di Lexie e Molly Grey. Susan conosce Meredith durante il ricovero in ospedale della figlia Molly, incinta con alcuni problemi, e sin dal primo momento cerca di instaurare un rapporto amichevole con Meredith, ma la ragazza non accetta di avere rapporti con la nuova famiglia del padre. Nella terza stagione, supporta Meredith dopo la morte di Ellis e successivamente muore in seguito a delle complicazioni dovute a un'operazione per un banale singhiozzo che si rivelerà dovuto a un grave problema gastrico.
- Molly Grey Thompson (interpretata da Mandy Siegfried ) è la sorellastra di Meredith Grey, figlia di Thatcher e Susan Grey e sorella di Lexie Grey. Sposata con Eric Thompson, un soldato in missione in Iraq, vive lontano da Seattle. È stata paziente della dottoressa Addison Montgomery (stagione 2, episodio 22) che dovendo operare un'ernia diaframmatica congenita della bambina, la farà poi nascere per una serie di circostanze. Conosce Meredith quando quest'ultima affiancherà la dottoressa Montgomery, durante il ricovero di Molly, ma le due sorellastre non instaureranno alcun tipo di rapporto. Avrà poi sue notizie e della bambina tramite Lexie.
- Laura Thompson è la figlia di Molly Grey, quindi nipote di Lexie e Meredith. Nasce al Seattle Grace Hospital tramite un intervento di Addison Montgomery, che le cura anche un'ernia congenita.

### Famiglia Shepherd
- Caroline Maloney Shepherd (interpretata da Tyne Daly) è la madre di Derek Shepherd. È molto protettiva verso Derek e le sue sorelle, di cui si è presa cura dopo l'uccisione del marito per mano di un rapinatore. Ritiene che Meredith sia la donna giusta per Derek e dà la sua benedizione al matrimonio. Più avanti ammette di avere difficoltà a stare vicino ad Amelia perché, pur amandola come tutti i suoi figli, lei è quella che, caratterialmente, le ricorda di più il marito.
- Nancy Shepherd (interpretata da Embeth Davidtz) è una delle quattro sorelle di Derek Shepherd ed è una ginecologa; in occasione di una visita al fratello a Seattle, durante la terza stagione, copula con Mark Sloan.
- Lizzie Shepherd (interpretata da Neve Campbell) è una delle quattro sorelle di Derek Shepherd. Nella nona stagione, arriva a Seattle per donare dei lembi di nervo del polpaccio utili a salvare la mano di Derek, fortemente compromessa a causa dell'incidente aereo. Non viene specificato in quale ramo si sia specializzata ma è anch'essa un medico.
- Kathleen Shepherd (interpretata da Amy Acker) è una delle quattro sorelle di Derek Shepherd, viene mostrata soltanto nella quindicesima stagione quando Amelia va ad una cena con tutta la famiglia a New York. Kathleen è medico come tutti i componenti della famiglia, in particolare una psichiatra; di lei si sa inoltre che è sposata e ha dei figli.

### Famiglia Grey/Shepherd
- Zola Shepherd è la figlia adottiva di Derek Shepherd e Meredith Grey. Zola è un'orfana nata in Africa, che viene portata a Seattle per essere curata da Alex Karev e Arizona Robbins poiché affetta da spina bifida. Una volta guarita, Derek e Meredith chiedono la sua adozione e dopo alcune difficoltà con i servizi sociali ottengono la custodia della bambina e diventano suoi genitori. Si scopre essere dotata di una grande intelligenza, oltre che di sensibilità.
- Bailey Shepherd è il figlio biologico di Derek Shepherd e Meredith Grey, ed è il secondo figlio della coppia dopo Zola. Nasce durante un blackout causato da una tempesta che si abbatte su Seattle.
- Ellis Shepherd è la figlia biologica di Derek Shepherd e Meredith Grey, ed è la terza figlia della coppia dopo Zola e Bailey. Nasce nove mesi dopo la morte di Derek tramite un parto cesareo.

### Famiglia Yang
- Helen Yang Rubenstein (interpretata da Tsai Chin Zhou) è la madre di Cristina Yang; ha divorziato dal padre quando lei aveva solo tre anni. È sposata in seconde nozze con un dentista di Los Angeles, Saul Rubenstein. Helen visita Cristina quando quest'ultima viene ricoverata in ospedale per un aborto. Il rapporto tra le due donne è un po' conflittuale a causa della diversa visione della vita, infatti Helen vorrebbe che la figlia si concentrasse più sulla vita privata e meno sulla carriera mentre Cristina non accetta i consigli della madre ed è ossessionata dal lavoro.

### Famiglia Karev
- Aaron Karev (interpretato da Jake McLaughlin) è il fratello minore di Alex Karev. Lavora come traslocatore e si occupa della sorella minore Amber. Ha avuto un'infanzia difficile a causa dalla malattia mentale della madre e come la sorella è stato cresciuto da Alex, dal quale riceve mensilmente un aiuto economico. Viene ricoverato al Seattle Grace Hospital a causa di un'ernia che la dottoressa Bailey opera con successo. È molto loquace e racconta agli specializzandi la travagliata storia familiare dei Karev che Alex aveva sempre tenuto nascosta. Successivamente ha una crisi psicotica durante la quale cerca di uccidere la sorella Amber. Viene così ricoverato in reparto psichiatrico dove gli viene diagnosticata la schizofrenia (ereditata dalla madre).
- Amber Karev è la sorella minore di Alex e Aaron Karev. È una studentessa delle superiori. Rischia di essere uccisa dal fratello Aaron affetto da schizofrenia.
- Jimmy Evans (interpretato da James Remar stagione 10) è il padre di Alex Karev. È un drogato dipendente da eroina che ha lasciato la famiglia quando Alex era un bambino. Ritorna nella vita del figlio quando viene portato al Grey-Sloan Memorial Hospital a causa di un incidente. Dopo essere stato dimesso, torna in ospedale per disintossicarsi dalla droga, ma muore a causa di un'operazione al cuore mal eseguita dallo specializzando Shane Ross.
- Helen Karev è la madre di Alex e dei suoi fratelli, affetta da una grave forma di schizofrenia non è suo malgrado riuscita a prendersi cura dei figli ed anzi sono stati loro, soprattutto Alex, a prendersi cura di lei. Avrà un miglioramento e riuscirà a tornare a lavorare come bibliotecaria, in Iowa.

### Famiglia Stevens
- Robbie Stevens (interpretata da Sharon Lawrence) è la madre di Izzie Stevens che rimasta incinta in adolescenza ha cresciuto la figlia come mamma single, lavorando come cameriera e vivendo in una roulotte. Robbie arriva a Seattle per stare vicino a Izzie malata di cancro, che però è infastidita dalla presenza della madre, respinge le sue attenzioni ed è come se si vergognasse di lei, tant'è che cerca di non presentarla al fidanzato Alex Karev. Secondo Izzie è stata davvero una brava madre, ma purtroppo è anche visibilmente poco intelligente, avendo, tra le altre cose, più volte sprecato sia i propri soldi sia quelli della figlia in sensitivi e altre sciocchezze.
- Hannah Klein (interpretata da Liv Hutchings) è la figlia di Izzie Stevens. È nata quando Izzie aveva solo sedici anni ed è stata data in adozione poco dopo la sua nascita. Hannah è malata di leucemia e quando viene ricoverata in ospedale Izzie le dona il midollo osseo. Le due però non si incontrano per volontà di Hannah, che si ritiene non ancora pronta a vedere Izzie.

### Famiglia Stevens/Karev
- Alexis Stevens Karev (interpretata da Kennedy Bryan: stagione 16) figlia di Alex e Izzie nata mediante gli embrioni che erano stati congelati quando Izzie aveva il cancro.
- Eli Stevens Karev (interpretato da Mark Nunez: stagione 16) fratello di Alexis, figlio di Alex e Izzie.

### Famiglia O'Malley
- Harold O'Malley (interpretato da George Dzundza stagione 3 guest 2) è il padre di George O'Malley e marito di Louise. Lavora come camionista e ha la passione per le auto d'epoca e per la caccia, che esercita con i figli per tradizione. Nel corso della serie gli viene diagnosticato un cancro esofageo esteso allo stomaco e in parte anche al cuore. Ricoverato al Seattle Grace Hospital, viene operato due volte ma il suo corpo debilitato non regge gli interventi e muore.
- Louise O'Malley (interpretata da Debra Monk stagione 3 guest 4, 6, 8) è la madre di George O'Malley. Estremamente protettiva verso la sua famiglia interferisce spesso nella vita di George. Ha un buon rapporto con Callie Torres (sua nuora per un breve periodo) e con Meredith Grey e Izzie Stevens, molto amiche del figlio. Nel corso della serie deve affrontare prima la morte del marito Harold e poi quella del figlio George.
- Jerry O'Malley (interpretato da Greg Pitts stagione 3 guest 2) è il fratello di George O'Malley. Lavora come commesso in una tintoria.
- Ronnie O'Malley (interpretato da Tim Griffin stagione 3 guest 2) è il fratello di George O'Malley. Lavora come impiegato d'ufficio.

### Famiglia Bailey
- Tucker Jones (interpretato da Cress Williams stagione 2, 4) è l'ex marito di Miranda Bailey. Nel corso della serie, Tucker chiede il divorzio perché non tollera che Miranda sia poco presente nella vita familiare a causa del suo eccessivo impegno nel lavoro. Qualche tempo prima di divorziare i due hanno un figlio, William George (detto Tuck), che Miranda partorisce lo stesso giorno in cui Tucker viene operato da Derek Shepherd a causa di un grave incidente stradale.
- William George Bailey Jones, soprannominato Tuck, è il figlio della dottoressa Miranda Bailey e del primo marito Tucker Jones. Viene fatto nascere da Addison Montgomery e George O'Malley, da cui prende il nome.
- William Bailey (interpretato da Frankie Faison) è il padre di Miranda Bailey, che crede nell'istituzione sacra della famiglia e non approva il divorzio della figlia dal marito.

### Famiglia Webber
- Adele Webber (interpretata da Loretta Devine: stagioni 2-4, 7-8, guest 5-6, 9) è la moglie di Richard Webber, con il quale spesso discute a causa degli eccessivi impegni di lavoro che lo tengono lontano dalla famiglia. Durante la serie, lascia per un periodo Richard, dopo avergli dato un ultimatum di scelta tra lei e il lavoro. Successivamente, Adele e Richard tornano insieme. Nella settima stagione, Adele si ammala di Alzheimer. Nell'ottava stagione, le sue condizioni di salute peggiorano rapidamente tant'è che Richard è costretto a ricoverarla nella stessa clinica in cui aveva vissuto Ellis Grey prima di morire. Durante il ricovero, complice la malattia che ormai non le permette alcun momento di lucidità, Adele si innamora e ha una relazione con un altro paziente ricoverato nella clinica a causa della sua stessa malattia e inoltre non riconosce più Richard. Quest'ultimo, dopo un iniziale tentativo di allontanare la moglie dal nuovo amore, si rassegna tristemente a vederla felice con un altro uomo. Adele muore nella nona stagione in seguito a un attacco di cuore.
- Camille Travis (interpretata da Tessa Thompson / Camille Winbush) è la nipote adolescente di Richard e Adele, figlia della sorella di quest'ultima. Durante la seconda stagione, viene ricoverata in ospedale a causa di un cancro, che le ritorna dopo averlo già sconfitto in passato. La malattia è ormai incurabile, così Richard Webber decide di assecondare uno degli ultimi desideri della nipote, quello di andare al ballo della scuola, che viene organizzato al Seattle Grace Hospital da Miranda Bailey e i suoi specializzandi Grey, Yang, Stevens, Karev e O'Malley. L'anno dopo il cancro, che sembrava essere andato in remissione, si presentà in forma ancora più grave quindi Richard, dopo aver tentato invano di convincere la nipote a non smettere di lottare, asseconda i suoi desideri e lascia che vada a casa.
- Arlene Travis (interpretata da Shelley Robertson) è la madre di Camille e la sorella di Adele.
- Chris Webber (interpretato da Matt Orduna: stagione 16) fratello di Richard, va a Seattle per far ricoverare la figlia per un tumore cardiaco.
- Sebi (Sabrina) Webber (interpretata da Crystal McCreary: stagione 16) nipote di Richard e figlia di Chris, ha un tumore al cuore, muore durante l'intervento svolto dalla cugina, Maggie Pierce.

### Famiglia Burke
- Jane Burke (interpretata da Diahann Carroll) è la madre di Preston Burke, del quale è molto fiera per la sua brillante carriera chirurgica. È una donna pretenziosa e dal carattere rigido che con i suoi atteggiamenti incute timore in Cristina Yang, con la quale non instaura un buon feeling.

### Famiglia Torres
- Carlos Torres (interpretato da Héctor Elizondo) è il padre di Callie Torres. Uomo integerrimo e cattolico tradizionalista, è spesso in contrasto con la figlia a causa delle sue scelte di vita quali il divorzio da George, la bisessualità e la storia d'amore con Arizona Robbins. Nonostante l'iniziale disapprovazione, successivamente Carlos accetta le scelte della figlia, si riconcilia con lei, partecipa alle sue nozze con Arizona e accetta la sua gravidanza al di fuori del matrimonio. È molto legato alla nipote Sofia. Quando scopre che la figlia e la nuora sono separate a causa del tradimento da parte di quest'ultima, sprona Callie a perdonarla e a tornare insieme, confessando di aver anche lui tradito la madre di Callie a suo tempo, ma che alla fine i due decisero di tornare insieme perché convennero che l'errore di Carlos, per quanto grave, non poteva per questo mettere fine alla loro storia. Grazie a ciò, Callie trova la forza di perdonare Arizona.
- Lucia Torres (interpretata da Gina Gallego) è la madre di Callie Torres. È un avvocato e una donna di principi cattolici. Al contrario del marito, non accetta il matrimonio della figlia con Arizona Robbins e la nascita fuori dal matrimonio della nipote Sofia.
- Sofia Robbin Sloan Torres è la figlia di Callie Torres e di Mark Sloan, concepita durante un periodo di separazione tra Callie e Arizona Robbins. Nasce con parto cesareo, prematura a causa di un incidente stradale in cui Callie, incinta di sette mesi, rischia di perdere la vita. Arizona viene riconosciuta legalmente madre della bambina in seguito al matrimonio con Callie. Sofia porta Robbin (contrazione di Robbins) come secondo nome come aggiunta ai cognomi dei genitori naturali. Quando Callie si trasferirà a New York (nel finale della dodicesima stagione) Sofia la seguirà. Un anno dopo Sofia torna a vivere con Arizona ma purtroppo a Seattle, lontana dai suoi amici, non è felice e questo porta Arizona a decidere di trasferirsi anche lei a New York.

### Famiglia Sloan
- Sloan Riley (interpretata da Leven Rambin stagione 6) è la figlia adolescente di Mark Sloan. Sloan è incinta e si presenta dal padre, che non sapeva neppure della sua esistenza, dopo che sua madre (vecchia fiamma di Mark) la caccia di casa perché non accetta la sua gravidanza. Il suo arrivo sconvolge la vita di Mark che si trova a fare i conti con una figlia e un nipote in arrivo. Sloan partorisce al Seattle Grace Hospital e dà il bambino in adozione. Dopodiché lascia Seattle e torna a casa dalla madre.
- Sofia Robbin Sloan Torres è la figlia di Callie Torres e di Mark Sloan.

### Famiglia Robbins
- Daniel Robbins, detto il Colonnello, (interpretato da Denis Arndt) è il padre di Arizona Robbins, ex colonnello dei marines.
- Barbara Robbins (interpretata da Judith Ivey) è la madre di Arizona Robbins.
- Timothy "Tim" Robbins è il fratello di Arizona Robbins, morto durante la guerra in Iraq. Non appare nella serie ma viene nominato più volte.

### Famiglia Avery
- Dr. Harper Avery (interpretato da Chelcie Ross: guest stagione 6, 14) è il nonno di Jackson Avery, che viene ricoverato per un'operazione. È una vera e propria leggenda della chirurgia, tant'è che è stato istituito un premio per la chirurgia a suo nome, l'Harper Avery Award. La sua importanza nell'ambito della chirurgia rappresenta un peso e un ostacolo per Jackson che vuole essere riconosciuto esclusivamente per i suoi meriti e non per il cognome che porta. Nella quattordicesima stagione visita il Grey-Sloan per la prima volta e ne è molto deluso per via dei soldi che porta via alla fondazione. Decide così di togliere i fondi all'ospedale ma il primario Bailey, per evitare che questo fallisca, lo convince a rinunciare. In seguito, Harper licenzia Miranda per essere stata irrispettosa con lui anche se poco dopo ha un infarto e muore. Dopo la sua morte il nipote scopre che il nonno si è reso colpevole di molestie a diverse donne, denuncia gli insabbiamenti compiuti dalla compagnia, a cui poi cambia nome.
- Dr. Catherine Avery (interpretata da Debbie Allen: stagioni 8-in corso) nata Catherine Fox, è la madre di Jackson Avery, nuora del famoso chirurgo Harper Avery. Fiera del cognome che porta, è una famosa urologa che giunge al Seattle Grace Hospital per effettuare il primo trapianto di pene al mondo. È una donna espansiva, che interferisce spesso nella vita e carriera del figlio anche se però sta anche attenta a non oltrepassare il limite. Dall'ottava stagione, Catherine ha una relazione con Richard Webber, con il quale si sposa nell'undicesima stagione. Rapporto vissuto a distanza per gli impegni di Catherine, durante la sedicesima stagione questo si incrina, arrivando poi a far intuire ad una svolta alla fine della sedicesima stagione. Il matrimonio con Richard si rinsalda a causa della malattia di Catherine. Infatti lei ha un tumore alla colonna vertebrale, che Tom ed Amelia operano, riducendolo.

### Altri personaggi secondari
- Joe (interpretato da Steven W. Bailey stagione 2-3, 5-6, guest 7) è il proprietario dell'Emerald City Bar spesso frequentato dai medici dell'ospedale con i quali instaura un rapporto d'amicizia. Il suo bar è il luogo in cui Meredith Grey e Derek Shepherd si incontrano per la prima volta. Ha un fidanzato di nome Walter. Nel corso delle prime stagioni, viene operato con successo da Derek e Preston Burke a causa di un aneurisma. Alla fine della terza stagione lui e il fidanzato adottano due gemelli.
- Dennison "Denny" Duquette (interpretato da Jeffrey Dean Morgan: stagioni 2-3, 5) è un paziente cardiopatico in attesa di un trapianto al cuore. Durante il suo ricovero in ospedale si innamora della specializzanda Izzie Stevens, che ricambia il suo amore. Quando le condizioni di Denny si aggravano, Izzie decide di velocizzare i tempi del trapianto staccando il LVAD (uno strumento che permette al cuore malato di pompare il sangue) in modo da far sì che Denny abbia la precedenza rispetto agli altri malati della lista trapianti. Con la complicità di Meredith, George, Cristina e Alex, Izzie porta a compimento il suo piano e Denny viene operato per il trapianto di cuore. Svegliatosi dall'intervento chirurgico, Denny chiede a Izzie di sposarlo, la ragazza accetta ma il matrimonio non avverrà mai perché Denny muore poche ore dopo a causa di un'embolia formatasi sulle suture che gli provoca un ictus. Nella terza stagione si scopre che Denny Duquette era ricco, in quanto suo padre consegna a Izzie un assegno di 8,7 milioni di dollari come eredità. Izzie decide di usare i soldi ereditati per aprire un poliambulatorio gratuito all'interno del Seattle Grace Hospital chiamato "Denny Duquette Memorial Clinic" e gestito da Miranda Bailey (da sempre medico curante di Denny, nonché responsabile di Izzie). Denny appare anche dopo la sua morte, infatti nella terza stagione appare a Meredith Grey che si trova momentaneamente in stato di coma e nella quinta stagione appare a Izzie Stevens sotto forma di visione a causa del cancro che piano piano progredisce nel cervello della ragazza. Le apparizioni di Denny terminano quando Izzie viene operata da Derek Shepherd, che le rimuove il tumore al cervello.
- Dr. Finn Dandridge (interpretato da Chris O'Donnell: stagioni 2-3) è il veterinario di Doc, il cane di Meredith e Derek. Finn instaura una relazione con Meredith, nel periodo in cui Derek torna con Addison Montgomery. La relazione tra lui e Meredith termina quando quest'ultima capisce di essere ancora innamorata di Derek. Finn è vedovo, in quanto sua moglie di nome Liz è morta in un incidente stradale.
- Dylan Young (interpretato da Kyle Chandler: stagione 2) è il capitano della squadra della polizia di Seattle specializzata nella detonazione di esplosivi. Nella seconda stagione, interviene al Seattle Grace Hospital per disinnescare una bomba trovata nel corpo di un paziente e tenuta con le mani da Meredith Grey per evitare che esploda. Dylan aiuta Meredith a calmarsi, prende il suo posto ed estrae la bomba dal paziente, ma mentre cerca di uscire dall'ospedale la bomba gli esplode in mano e lo uccide nei corridoi dell'ospedale. Nella terza stagione, Dylan Young (insieme con Denny Duquette) appare a Meredith mentre quest'ultima si trova in coma dopo essere quasi affogata nell'oceano.
- Rebecca Pope, conosciuta inizialmente come Ava, (interpretata da Elizabeth Reaser: stagioni 3-4) è una donna incinta che viene trasportata d'urgenza in ospedale da Alex Karev che la trova quasi morta sul luogo di un disastroso incidente. A causa dell'incidente, la donna ha perso la memoria e non ricorda né il suo nome né da dove viene. Inoltre ha il volto completamente sfigurato. Durante il ricovero in ospedale instaura un'amicizia con Alex che la sprona a tentare di ricordare qualcosa e a scegliere la sua nuova faccia. Inizialmente la paziente viene chiamata "Jane Doe", ovvero il nome generico che si usa negli Stati Uniti per denominare una persona non identificata (al maschile "John Doe"), in seguito Alex la rinomina Ava. Rimane ricoverata in ospedale per molto tempo per essere sottoposta a interventi di chirurgia plastica che le danno il nuovo volto e per partorire una bambina. Un giorno, dopo un intervento al cervello che sembrava fallito, Ava ritrova la memoria ma finge di non ricordare ancora nulla, dato che scopre di avere un matrimonio che non la soddisfa. Dopo che Alex scopre che lei ha recuperato la memoria, prova a convincerla a parlare con la polizia, in modo da localizzare la sua famiglia. Inizialmente titubante, alla fine Ava confessa di chiamarsi in realtà Rebecca Pope e di essere sposata con un uomo di nome Jeff, da cui si è separata poiché non riusciva a sopportare la vita monotona in periferia che aveva con lui. Ritrovata la sua famiglia, Rebecca torna a casa nonostante tra lei e Alex sia nata una storia e un sentimento. Ma sei settimane dopo la donna torna a Seattle dicendo a Alex di essere incinta di lui. In realtà Rebecca non è incinta ma è affetta da una patologia psichiatrica chiamata disturbo borderline di personalità, caratterizzato da problemi di attaccamento e paura estrema del rifiuto. Quando infatti le viene confermato di non essere incinta, Rebecca entra in depressione per il dolore di aver "perso" il bambino, in realtà mai esistito, quindi Alex, con l'esortazione di Izzie, decide di farla ricoverare dopo che la donna ha tentato di suicidarsi.
- Amanda (interpretata da Shannon Lucio: stagioni 5-6) è una ragazza che rischia di essere investita da un autobus ma viene salvata da George O'Malley, che per salvarla viene a sua volta investito dall'autobus e muore in seguito alle ferite riportate. Profondamente segnata da questa vicenda, Amanda considera George il suo principe, rimane in ospedale fino alla sua morte e partecipa disperata ai suoi funerali. Nel mese successivo alla morte del ragazzo Amanda resta ogni giorno, per tutto il giorno, seduta davanti all'ospedale, non riuscendo a capire come fare a vivere sapendo che una persona è morta per lei. Quando la vede, Izzie ricorda ad Amanda di essere viva grazie a George e le dice che deve continuare a vivere la sua vita onorando sempre l'uomo che l'ha salvata.
- Gary Clark (interpretato da Michael O'Neill: stagione 6) è il marito di una paziente dell'ospedale operata da Richard Webber e Lexie Grey. Dopo l'intervento chirurgico la signora Clark entra in coma irreversibile e data la sua volontà (firmata) di non accanimento terapeutico (DNR) vengono staccate le macchine che la tengono in vita, nonostante le proteste del marito. Quest'ultimo, ritenendo i medici colpevoli della morte della moglie, fa causa all'ospedale e a Derek Shepherd, che in quel periodo è il primario di chirurgia al posto di Webber. Persa la causa in tribunale, alla fine della sesta stagione Gary Clark torna armato di pistola al Seattle Grace Hospital con l'intento di uccidere Shepherd, Webber e Lexie Grey, per vendicare la morte della moglie. Durante il suo piano omicida ferisce Alex Karev, Owen Hunt e Derek Shepherd (che rischia di morire), punta la pistola contro Cristina Yang e Meredith Grey, spara senza successo a Lexie Grey e uccide diversi membri del personale ospedaliero tra i quali gli specializzandi Reed Adamson e Charles Percy. Dopo un intenso e teso dialogo con Richard Webber, invece di uccidere lui, Gary Clark decide di usare l'ultimo proiettile rimastogli per suicidarsi.
- Mary Portman (interpretata da Mandy Moore: stagioni 6-7) è una paziente dell'ospedale, seguita da Miranda Bailey, che si ritrova coinvolta nella sparatoria insieme con quest'ultima e lo specializzando Charles Percy. Si salva dalla follia omicida di Gary Clark fingendosi morta e poi aiuta la Bailey a salvare la vita a Charles, che però muore poco dopo essere stato colpito al petto da un proiettile dell'omicida. Nella settima stagione, a sei mesi dalla sparatoria, torna al Seattle Grace Hospital per essere operata, nonostante l'intervento si concluda con successo, Mary non si risveglia e il marito, Bill, decide di farle rimuovere il supporto vitale, lasciandola morire. La sua morte getta Bailey, molto legata a lei dopo la terribile esperienza vissuta insieme, nello sconforto, tanto da insistere a partecipare alla sua autopsia, che però risulta infruttuosa e non fornisce informazioni sul perché Mary non si sia più svegliata.
- Bill Portman (interpretato da Ryan Devlin: stagioni 6-7) è il marito di Mary Portman, molto innamorato della moglie. Bill non viene coinvolto nella sparatoria perché in quel momento si trovava fuori dall'ospedale. Nella settima stagione si trova ad affrontare la morte della moglie.
- Dr. Julia Canner (interpretata da Holley Fain: stagioni 8 guest 9) è un chirurgo oculistico del Seattle Presbyterian (altro ospedale di Seattle) che nell'ottava stagione instaura una relazione con Mark Sloan, che per la prima volta decide di impegnarsi seriamente senza fretta o richieste impossibili come aveva fatto con Addison e Lexie. Julia suscita la gelosia di Lexie Grey, ancora innamorata di Mark nonostante la fine della loro relazione. Dopo la morte della specializzanda e il risveglio di Mark, corre al suo capezzale, ma l'uomo ammette di aver sempre amato Lexie e la lascia giusto poco prima di tornare nel coma da cui non si risveglierà più. Nonostante il ruolo "negativo" che ha avuto nella vita di molti chirurghi del Seattle Grace-Mercy West, tutti quelli che l'hanno conosciuta l'hanno trovata simpatica e gentile, compresa Lexie.
- Dr. Craig Thomas (interpretato da William Daniels: stagioni 9 guest 8) è un anziano cardiochirurgo della Mayo Clinic, clinica del Minnesota dove viene assunta Cristina Yang. Diventa stretto collaboratore, nonché unico vero amico di Cristina in quel nuovo ospedale. Nonostante sia considerato non più competente dai colleghi, tanto da eseguire ancora operazioni ritenute universalmente obsolete, Cristina nota la genialità che si nasconde dietro le sue scelte e l'abilità con cui riesce a metterle in pratica, portando spesso a risultati che fino ad allora neanche lei riteneva possibili, quindi quest'ultima comincia ad assisterlo negli interventi con entusiasmo. Thomas muore mentre realizza un difficile intervento chirurgico, durante il quale dice a Cristina che lei sarà il più grande cardiochirurgo della sua generazione come lui lo è stato della propria. Dopo la sua morte, Cristina decide di tornare al Seattle Grace Mercy West, poiché ritiene che Craig fosse la sua persona nel Minnesota. È stato anche il medico esaminatore dell'esame di Cristina alla fine dell'ottava stagione.
- Dr. Parker (interpretato da Steven Culp: stagione 9) è il caporeparto di cardiochirurgia alla Mayo Clinic, dove lavora per breve tempo Cristina. Intraprende una relazione di solo sesso con quest'ultima, che termina quando lui decide di licenziare l'anziano Dr. Thomas, stretto collaboratore e amico di Cristina. Pur essendo un chirurgo competente, non è talentuoso e geniale come la Yang e Thomas, quindi non riesce a capire le ragioni dell'amicizia tra i due e il motivo per cui la prima sia così entusiasta delle operazioni eseguite dal secondo, che tutti nel loro reparto ritengono obsolete e non necessarie. Quando Thomas muore, Parker cerca di parlarne con Cristina, ma questa lo ignora e torna a Seattle senza nemmeno parlargli e senza voltarsi.
- Dr. Alana Cahill (interpretata da Constance Zimmer: stagione 9) è un chirurgo, non più praticante, che arriva a Seattle per apportare modifiche all'ospedale da parte della Pegasus Fondation ed evitare che venga chiuso a causa della crisi economica in cui versa. È un'ex allieva del Dr. Webber. Lascia il suo incarico dopo che Meredith, Derek, Arizona, Cristina, Callie e la fondazione Avery acquistano l'ospedale e lo salvano dalla chiusura.
- Dr. Emma Marling (interpretata da Marguerite Moreau: stagione 10) è un chirurgo del Seattle Presbyterian che instaura brevemente una relazione con Owen Hunt.